# 東栄町

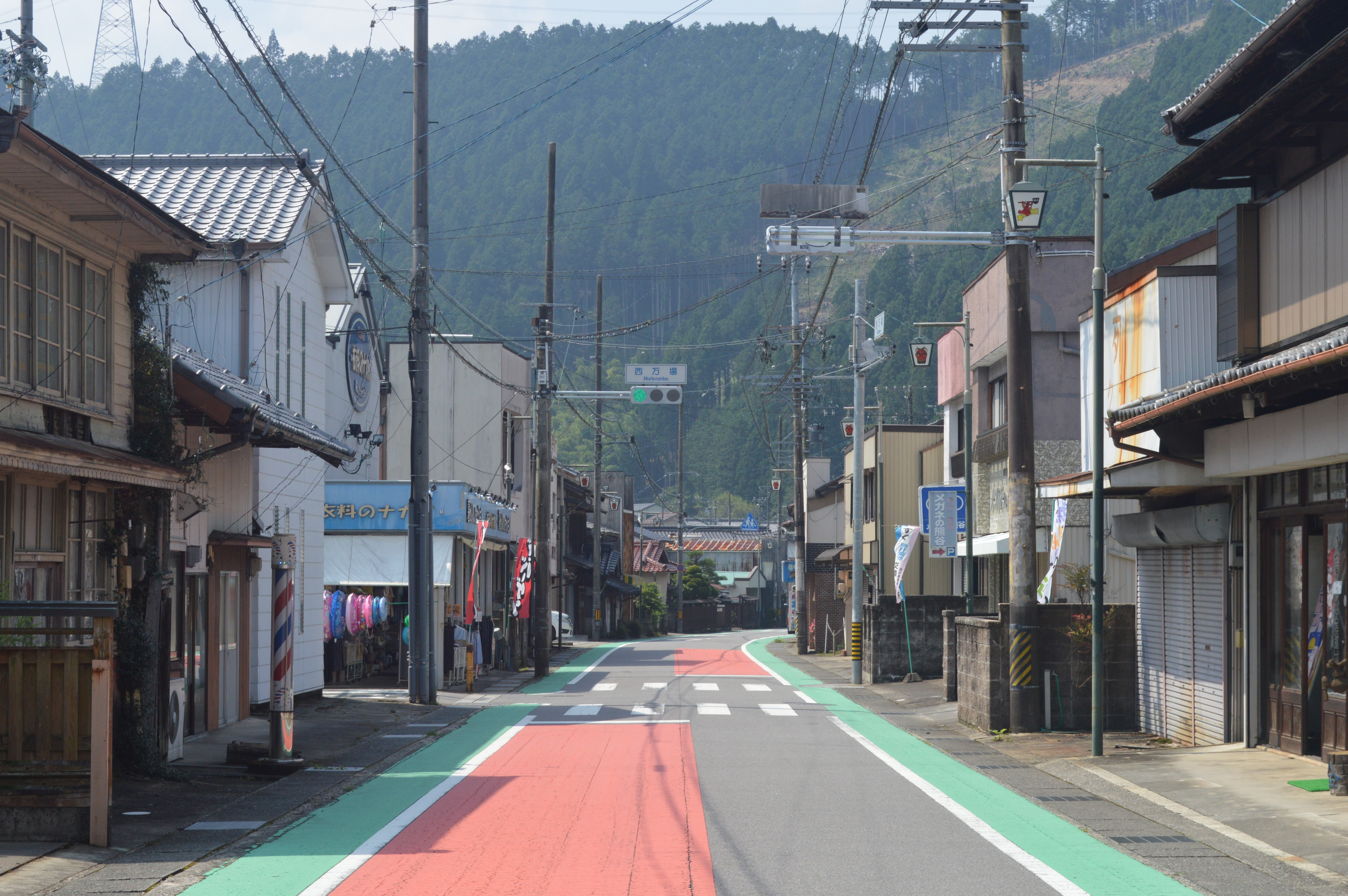
中心地である本郷地区の街並み

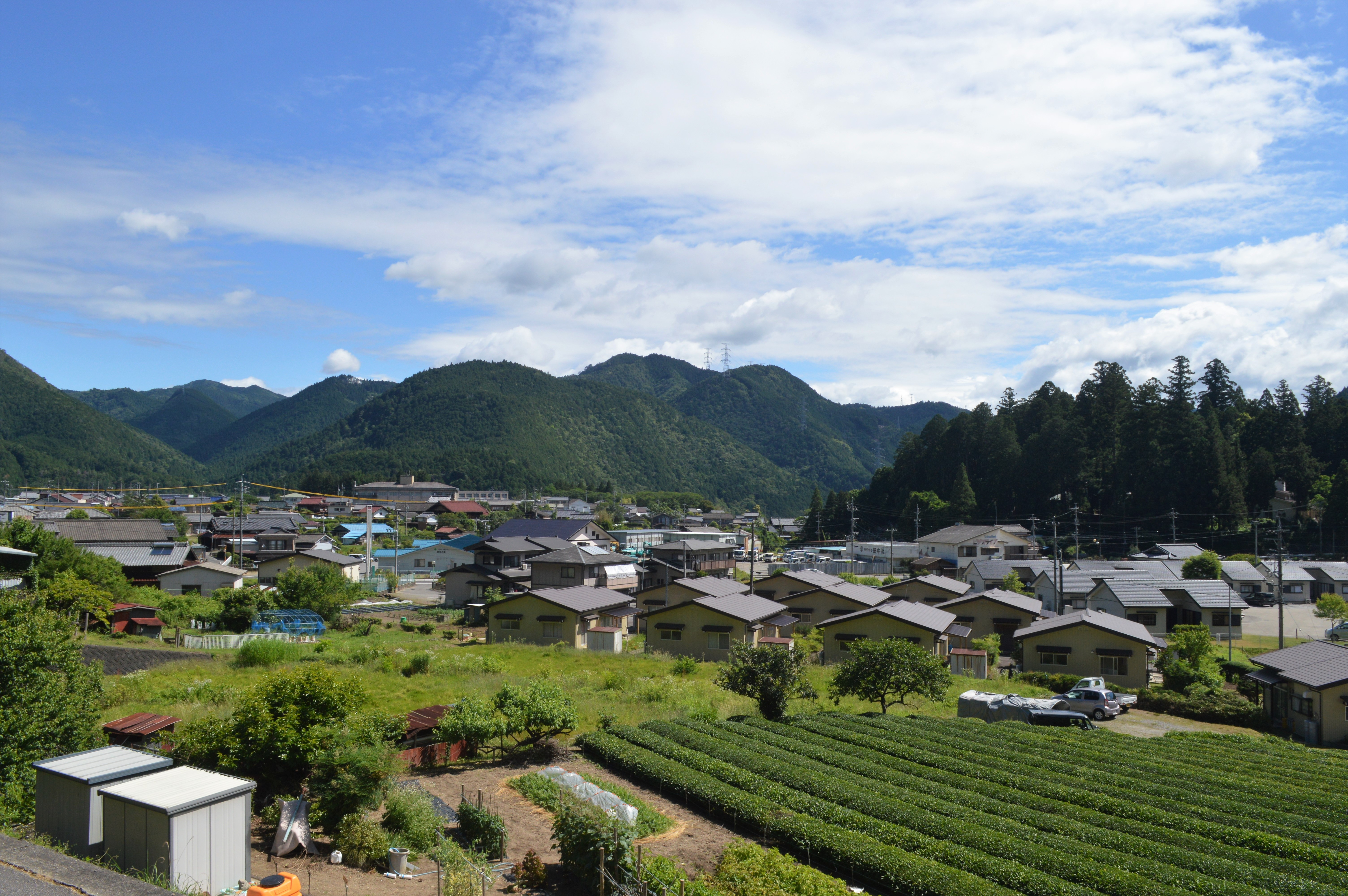
本郷地区遠景

東栄町（とうえいちょう）は、愛知県の北東部に位置し、北設楽郡に属する町である。静岡県との県境付近、奥三河と呼ばれる東三河地方山間部に位置する。

## 概要
現在は北設楽郡だが、10世紀までは宝飯郡、明治11年に愛知県で郡区町村編制法の施行がされるまでは設楽郡であった。町内では、花祭と呼ばれる霜月神楽の伝統芸能が残る。町役場のある大字本郷(旧 本郷町)が商業・公共交通・教育の拠点である。

## 地理

### 位置
東栄町は美濃三河高原の南東部に位置し、周囲を山々に囲まれた設楽盆地に、東栄町の中心街が形成されている。
町内には標高700メートルから1000メートル程度の山々が連なっており、1016メートルの明神山が東栄町における最高峰である。
設楽盆地を囲む代表的な山を挙げると、北には大岩岳・神野山・小岩岳など、西には大鈴山など、南には明神山など、東には大笹山などである。町内には平地が少なく、町域の約93パーセントは山林で占められている。
また町の北部には古戸鍾乳洞がある。主要な河川としては、天竜川水系の大鈴山に源を持つ大千瀬川と振草川が流れている。なお、町域の西部の一部は愛知県立振草渓谷自然公園に、静岡県との県境付近の一部は天竜奥三河国定公園の指定を受けている地区もある。

### 地形

#### 山地
主な山
- 大岩岳
- 小岩岳
- 大阪山
- 大鈴山
- 御殿山
- 白岩山
- 神野山
- 高塚
- 軒山
- 平山明神山
- 古戸山
- 三ツ瀬明神山
- 大峠

#### 河川
主な川
- 大千瀬川
  - 御殿川
- 振草川

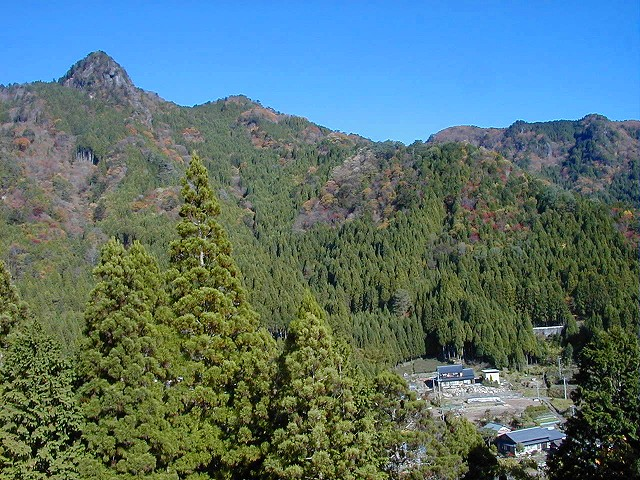
平山明神山
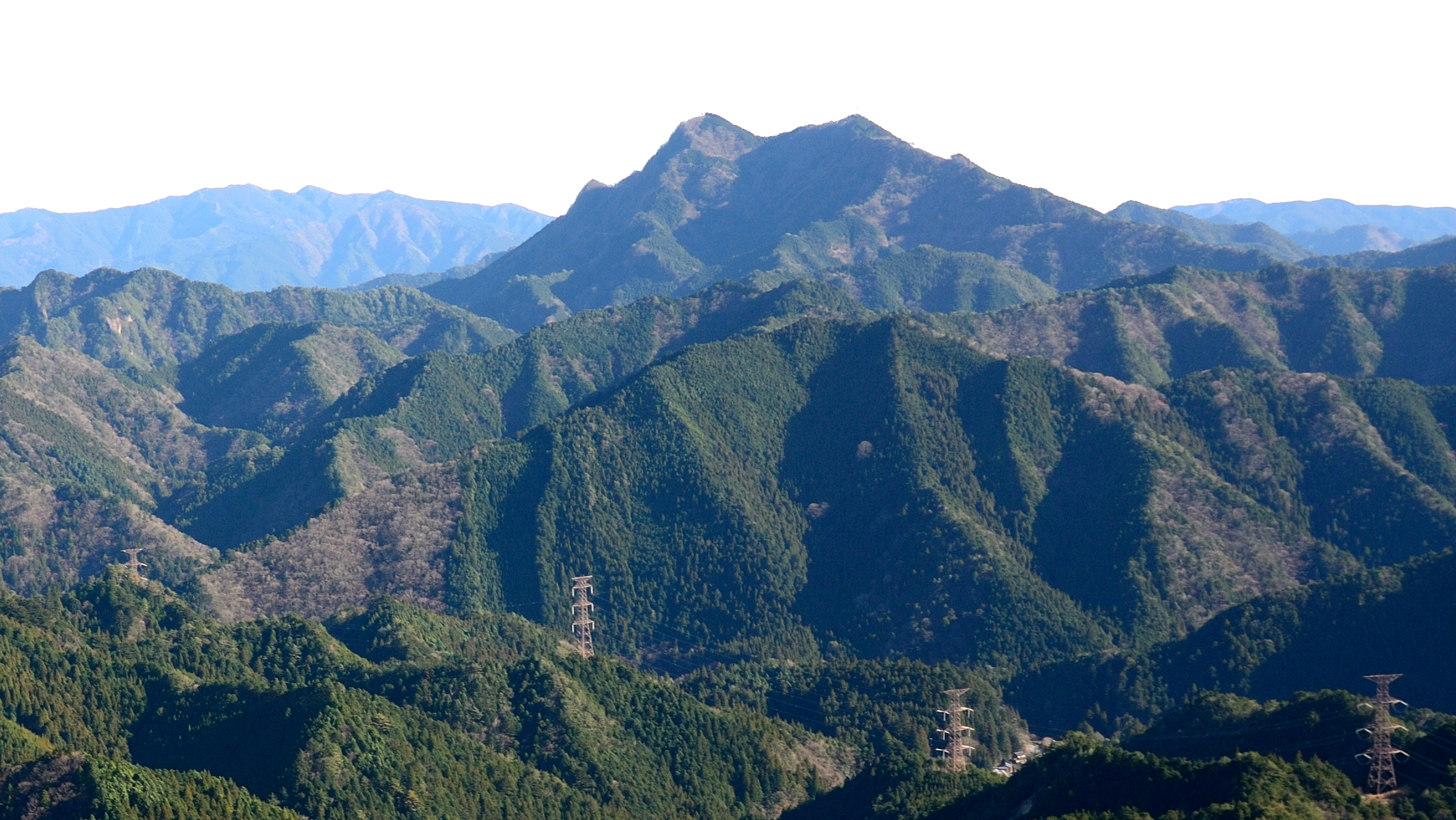
三ツ瀬明神山
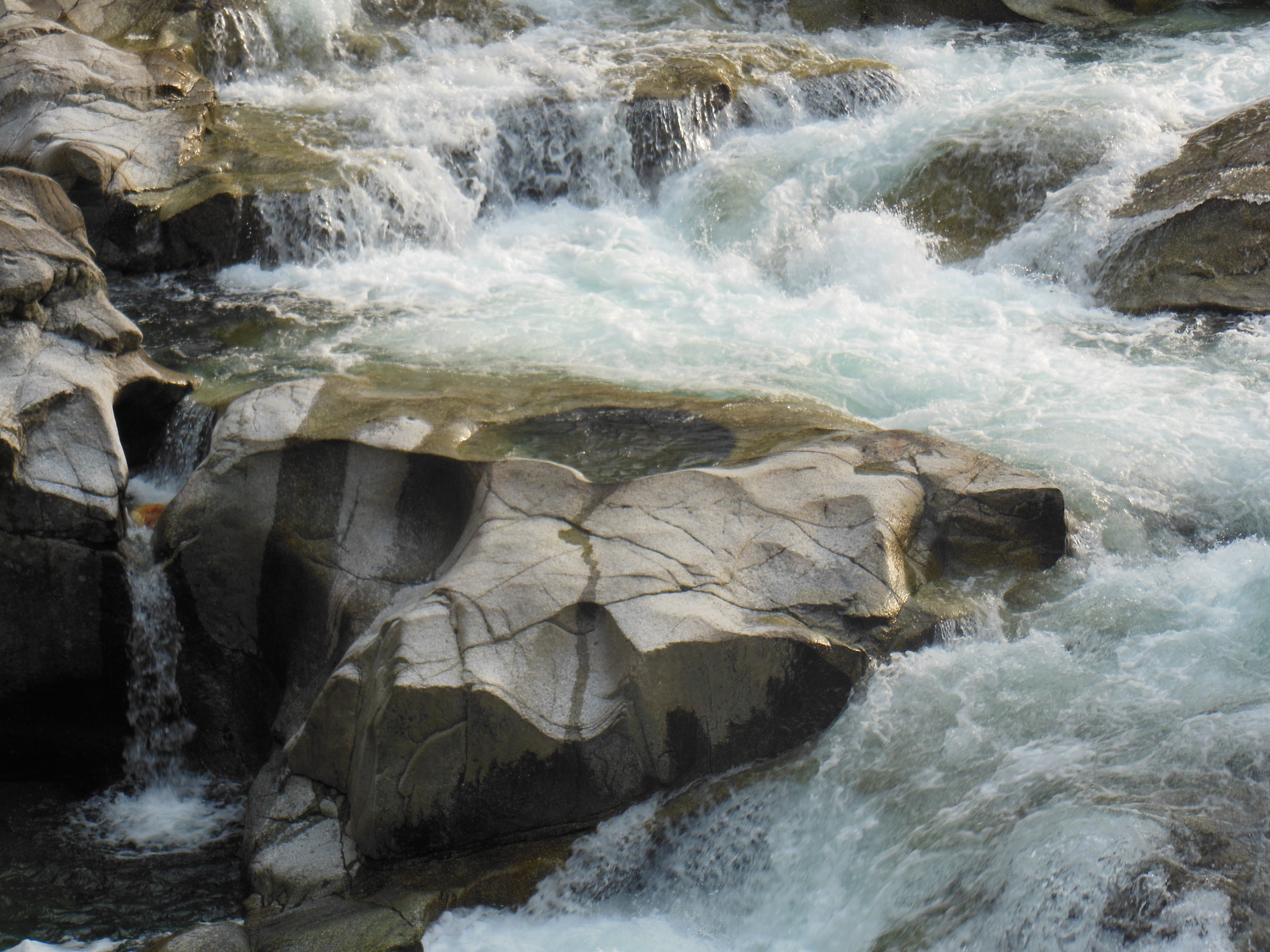
大千瀬川上流部にある煮え渕ポットホール。
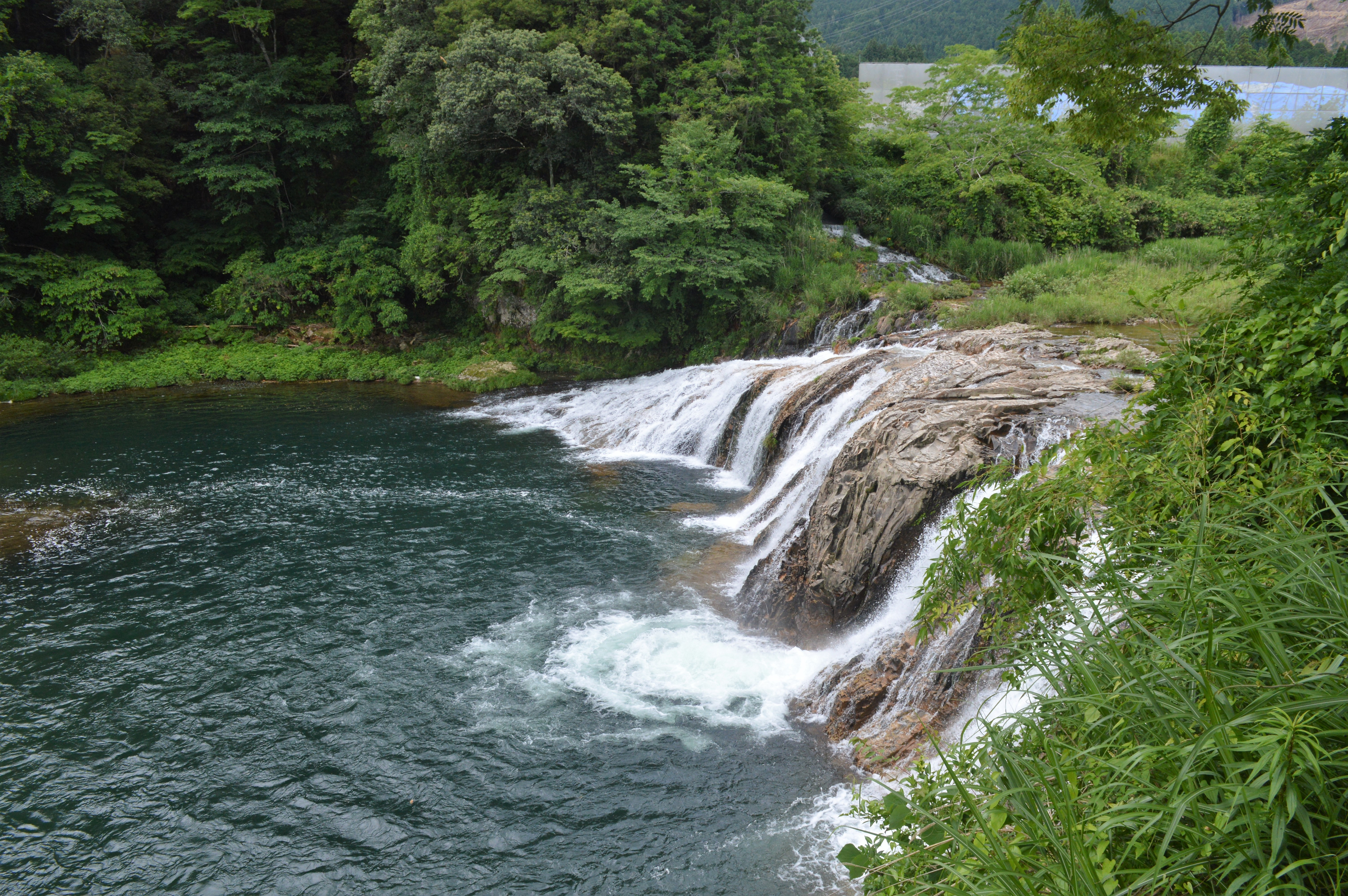
「奥三河のナイアガラ」の異名を持つ[2]、蔦の渕。
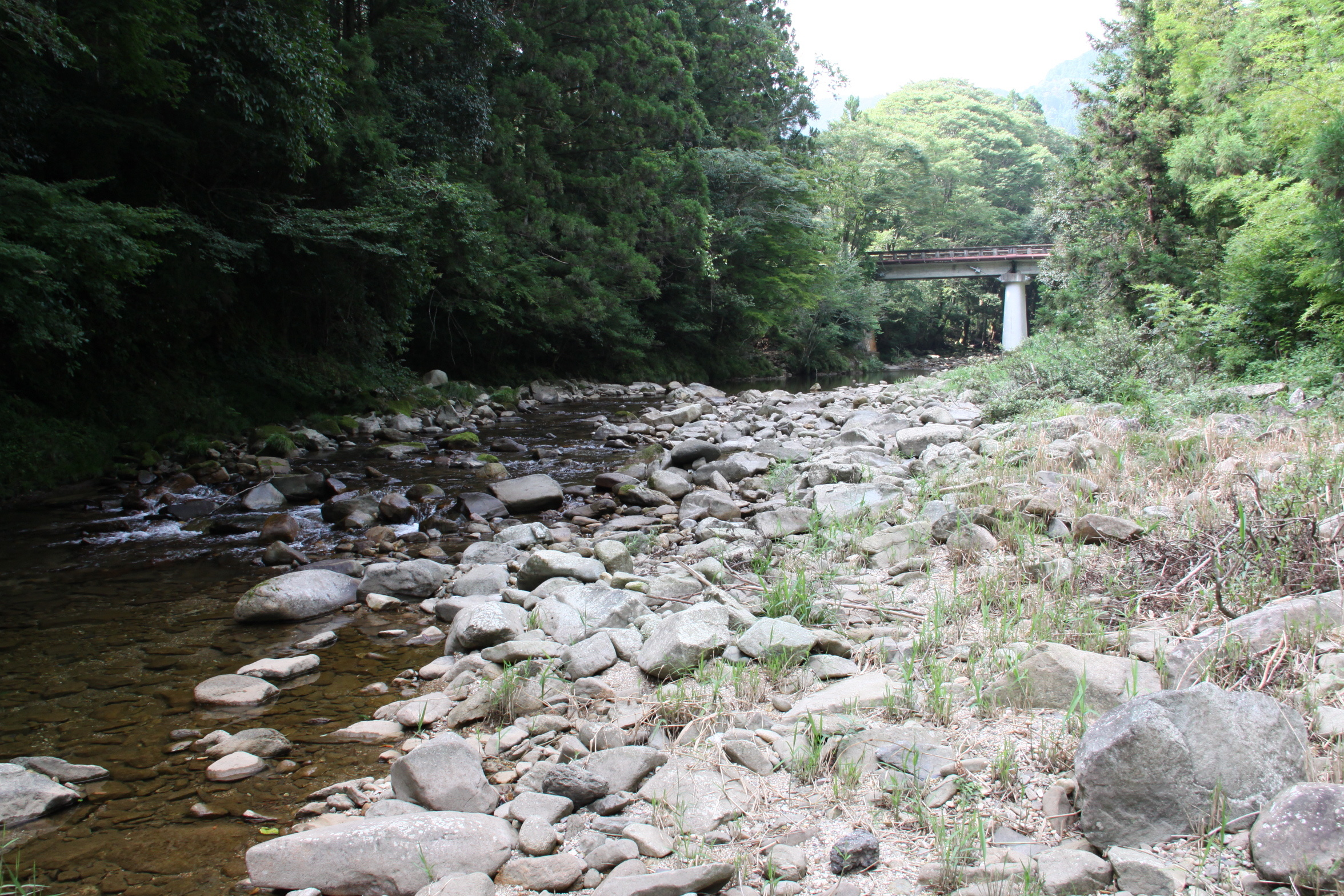
御殿川

### 地域

#### 町内の大字
- 月 (旧御殿村)
- 中設楽 (旧御殿村)
- 東薗目 (旧園村)
- 西薗目 (旧園村)
- 御園 (旧園村)
- 足込 (旧園村)
- 下田 (園村・下川村にそれぞれあった下田が統合)
- 川角 (旧下川村)
- 本郷 (旧本郷町)
- 奈根 (旧本郷町)
- 三輪 (旧三輪村奈根・長岡)
- 振草 (旧振草村古戸・上粟代・下粟代・小林)

### 人口
| |                                        |  |
| 東栄町と全国の年齢別人口分布（2005年） | 東栄町の年齢・男女別人口分布（2005年） |  |
| ■紫色 ― 東栄町 ■緑色 ― 日本全国 | ■青色 ― 男性 ■赤色 ― 女性              |  |
| 東栄町（に相当する地域）の人口の推移 \| 1970年（昭和45年） \| 7,706人 \| \| \| 1975年（昭和50年） \| 6,752人 \| \| \| 1980年（昭和55年） \| 6,236人 \| \| \| 1985年（昭和60年） \| 5,898人 \| \| \| 1990年（平成2年） \| 5,441人 \| \| \| 1995年（平成7年） \| 5,124人 \| \| \| 2000年（平成12年） \| 4,717人 \| \| \| 2005年（平成17年） \| 4,347人 \| \| \| 2010年（平成22年） \| 3,757人 \| \| \| 2015年（平成27年） \| 3,446人 \| \| \| 2020年（令和2年） \| 2,942人 \| \| |                                        |  |
| 総務省統計局 国勢調査より |                                        |  |
| 1970年（昭和45年） | 7,706人                                |  |
| 1975年（昭和50年） | 6,752人                                |  |
| 1980年（昭和55年） | 6,236人                                |  |
| 1985年（昭和60年） | 5,898人                                |  |
| 1990年（平成2年） | 5,441人                                |  |
| 1995年（平成7年） | 5,124人                                |  |
| 2000年（平成12年） | 4,717人                                |  |
| 2005年（平成17年） | 4,347人                                |  |
| 2010年（平成22年） | 3,757人                                |  |
| 2015年（平成27年） | 3,446人                                |  |
| 2020年（令和2年） | 2,942人                                |  |

減少傾向であり、海部郡飛島村より少ない。

### 隣接自治体・行政区
愛知県
- 新城市
- 北設楽郡設楽町
- 北設楽郡豊根村

静岡県
- 浜松市（天竜区）

## 歴史

### 近世
江戸時代
江戸時代、現町域にあった村は、一部が寺社領であった他は幕府領だった。

### 沿革
明治
- 1889年（明治22年）10月1日 - 町村制の施行に伴い、北設楽郡本郷村、御殿村、園村、三輪村、振草村が発足。
- 1900年（明治33年）7月16日 - 本郷村の一部（下田、川角）が分村し、下川村が発足。

大正
- 1921年（大正10年）10月1日 - 本郷村が町制を施行し、本郷町が発足。

昭和
- 1955年（昭和30年）4月1日 - 本郷町、下川村、御殿村、園村の各村が合併し、東栄町が発足。
- 1956年（昭和31年）7月1日 - 東栄町が三輪村の一部（奈根、長岡）を、大字三輪として編入。
- 1956年（昭和31年）9月30日 - 東栄町が振草村の一部（古戸、上粟代、下粟代、小林）を、大字振草として編入。旧振草村の「大字＋字」が、東栄町大字振草の「字」とされた。

| 郡          | 明治22年以前 | 明治22年以前    | 明治22年10月1日 | 明治22年 - 明治45年         | 明治22年 - 明治45年         | 大正1年 - 大正15年                            | 昭和1年 - 昭和64年           | 昭和1年 - 昭和64年           | 平成1年 - 現在 | 平成1年 - 現在 | 現在   |
| ----------- | ------------ | --------------- | --------------- | --------------------------- | --------------------------- | --------------------------------------------- | ---------------------------- | ---------------------------- | -------------- | -------------- | ------ |
| 北 設 楽 郡 | 別所村       | 本郷村          | 本郷村          | 本郷村                      | 本郷村                      | 大正10年10月1日 町制 本郷町                   | 昭和30年4月1日 合併 東栄町   | 昭和30年4月1日 合併 東栄町   | 東栄町         | 東栄町         | 東栄町 |
| 北 設 楽 郡 | 寄近村       | 本郷村          | 本郷村          | 本郷村                      | 本郷村                      | 大正10年10月1日 町制 本郷町                   | 昭和30年4月1日 合併 東栄町   | 昭和30年4月1日 合併 東栄町   | 東栄町         | 東栄町         | 東栄町 |
| 北 設 楽 郡 | 三ツ瀬村     | 本郷村          | 本郷村          | 本郷村                      | 本郷村                      | 大正10年10月1日 町制 本郷町                   | 昭和30年4月1日 合併 東栄町   | 昭和30年4月1日 合併 東栄町   | 東栄町         | 東栄町         | 東栄町 |
| 北 設 楽 郡 | 下田村       | 下田村          | 本郷村          | 明治33年7月16日 分立 下川村 | 明治33年7月16日 分立 下川村 | 下川村                                        | 昭和30年4月1日 合併 東栄町   | 昭和30年4月1日 合併 東栄町   | 東栄町         | 東栄町         | 東栄町 |
| 北 設 楽 郡 | 川角村       |                 | 本郷村          | 明治33年7月16日 分立 下川村 | 明治33年7月16日 分立 下川村 | 下川村                                        | 昭和30年4月1日 合併 東栄町   | 昭和30年4月1日 合併 東栄町   | 東栄町         | 東栄町         | 東栄町 |
| 北 設 楽 郡 | 月村         | 月村            | 御殿村          | 御殿村                      | 御殿村                      | 御殿村                                        | 昭和30年4月1日 合併 東栄町   | 昭和30年4月1日 合併 東栄町   | 東栄町         | 東栄町         | 東栄町 |
| 北 設 楽 郡 | 中設楽村     |                 | 御殿村          | 御殿村                      | 御殿村                      | 御殿村                                        | 昭和30年4月1日 合併 東栄町   | 昭和30年4月1日 合併 東栄町   | 東栄町         | 東栄町         | 東栄町 |
| 北 設 楽 郡 | 足込村       | 足込村          | 園村            | 園村                        | 園村                        | 園村                                          | 昭和30年4月1日 合併 東栄町   | 昭和30年4月1日 合併 東栄町   | 東栄町         | 東栄町         | 東栄町 |
| 北 設 楽 郡 | 御園村       |                 | 園村            | 園村                        | 園村                        | 園村                                          | 昭和30年4月1日 合併 東栄町   | 昭和30年4月1日 合併 東栄町   | 東栄町         | 東栄町         | 東栄町 |
| 北 設 楽 郡 | 西薗目村     |                 | 園村            | 園村                        | 園村                        | 園村                                          | 昭和30年4月1日 合併 東栄町   | 昭和30年4月1日 合併 東栄町   | 東栄町         | 東栄町         | 東栄町 |
| 北 設 楽 郡 | 東薗目村     |                 | 園村            | 園村                        | 園村                        | 園村                                          | 昭和30年4月1日 合併 東栄町   | 昭和30年4月1日 合併 東栄町   | 東栄町         | 東栄町         | 東栄町 |
| 北 設 楽 郡 | 奈根村       | 奈根村          | 三輪村（一部）  | 三輪村（一部）              | 三輪村（一部）              | 三輪村（一部） （奈根、長岡）                 | 昭和31年7月1日 東栄町に編入  | 昭和31年7月1日 東栄町に編入  | 東栄町         | 東栄町         | 東栄町 |
| 北 設 楽 郡 | 畑村         | 長岡村 （一部） | 三輪村（一部）  | 三輪村（一部）              | 三輪村（一部）              | 三輪村（一部） （奈根、長岡）                 | 昭和31年7月1日 東栄町に編入  | 昭和31年7月1日 東栄町に編入  | 東栄町         | 東栄町         | 東栄町 |
| 北 設 楽 郡 | 上粟代村     | 上粟代村        | 振草村（一部）  | 振草村（一部）              | 振草村（一部）              | 振草村（一部） （古戸、上粟代、下粟代、小林） | 昭和31年9月30日 東栄町に編入 | 昭和31年9月30日 東栄町に編入 | 東栄町         | 東栄町         | 東栄町 |
| 北 設 楽 郡 | 下粟代村     |                 | 振草村（一部）  | 振草村（一部）              | 振草村（一部）              | 振草村（一部） （古戸、上粟代、下粟代、小林） | 昭和31年9月30日 東栄町に編入 | 昭和31年9月30日 東栄町に編入 | 東栄町         | 東栄町         | 東栄町 |
| 北 設 楽 郡 | 古戸村       |                 | 振草村（一部）  | 振草村（一部）              | 振草村（一部）              | 振草村（一部） （古戸、上粟代、下粟代、小林） | 昭和31年9月30日 東栄町に編入 | 昭和31年9月30日 東栄町に編入 | 東栄町         | 東栄町         | 東栄町 |
| 北 設 楽 郡 | 小林村       |                 | 振草村（一部）  | 振草村（一部）              | 振草村（一部）              | 振草村（一部） （古戸、上粟代、下粟代、小林） | 昭和31年9月30日 東栄町に編入 | 昭和31年9月30日 東栄町に編入 | 東栄町         | 東栄町         | 東栄町 |

・本郷町史編纂委員会「振草本郷」

## 行政

### 町長
- 村上孝治 - 2015年4月27日就任。町の医療センター建て替えを巡る解職請求を受け、2021年6月30日に一旦辞職した。同年8月8日投開票の出直し町長選で再当選。2023年4月23日投開票の町長選で4選（3期目）[3][4]。

#### 歴代町長
- 安藤孝 - 1995年以前就任。2003年退任。
- 森田昭夫 - 2003年就任。2011年退任。
- 尾林克時 - 2011年就任。2015年退任。

## 議会

### 町議会
東栄町議会

### 衆議院
- 選挙区：愛知14区（豊川市、蒲郡市、新城市、額田郡、北設楽郡）
- 任期：2024年10月27日 - 2028年10月26日
- 投票日：2024年10月27日
- 当日有権者数：289,546人[5]
- 投票率：58.30％

| 当落 | 候補者名   | 年齢 | 所属党派   | 新旧別 | 得票数   | 重複 |
| ---- | ---------- | ---- | ---------- | ------ | -------- | ---- |
| 当   | 今枝宗一郎 | 40   | 自由民主党 | 前     | 90,334票 | ○    |
| 比当 | 大嶽理恵   | 47   | 立憲民主党 | 新     | 64,763票 | ○    |
|      | 浅尾大輔   | 54   | 日本共産党 | 新     | 9,970票  |      |

## 対外関係

### 姉妹都市・提携都市
東栄町には姉妹都市や提携都市は存在しない。なお、2005年に開催された愛知万博で、愛知県内の市町村が120箇国の万博公式参加国を、それぞれ「一市町村一国フレンドシップ事業」のフレンドシップ相手国として迎え入れており、ボリビア多民族国が東栄町のフレンドシップ相手国だった。

## 施設

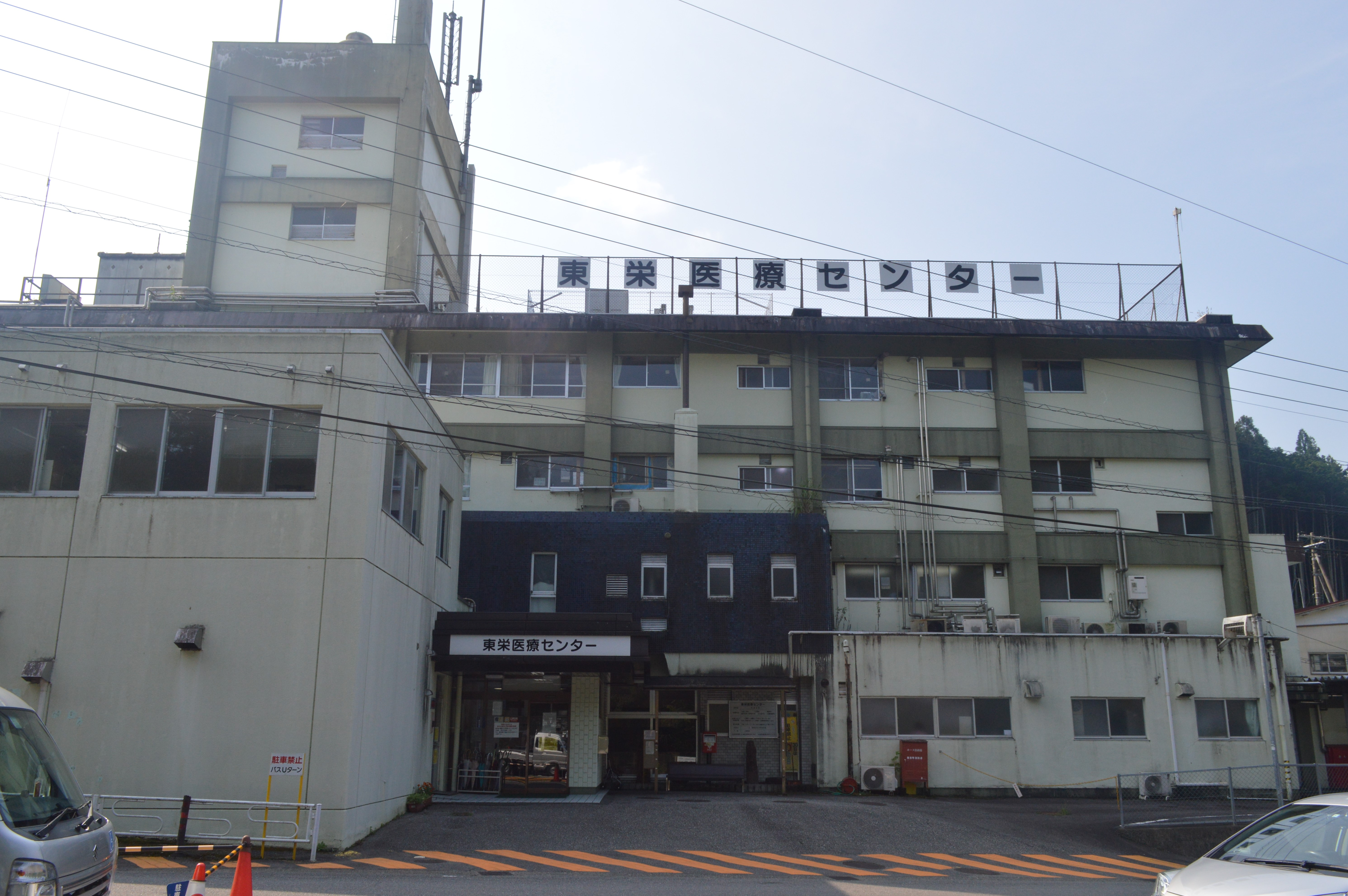
東栄医療センター

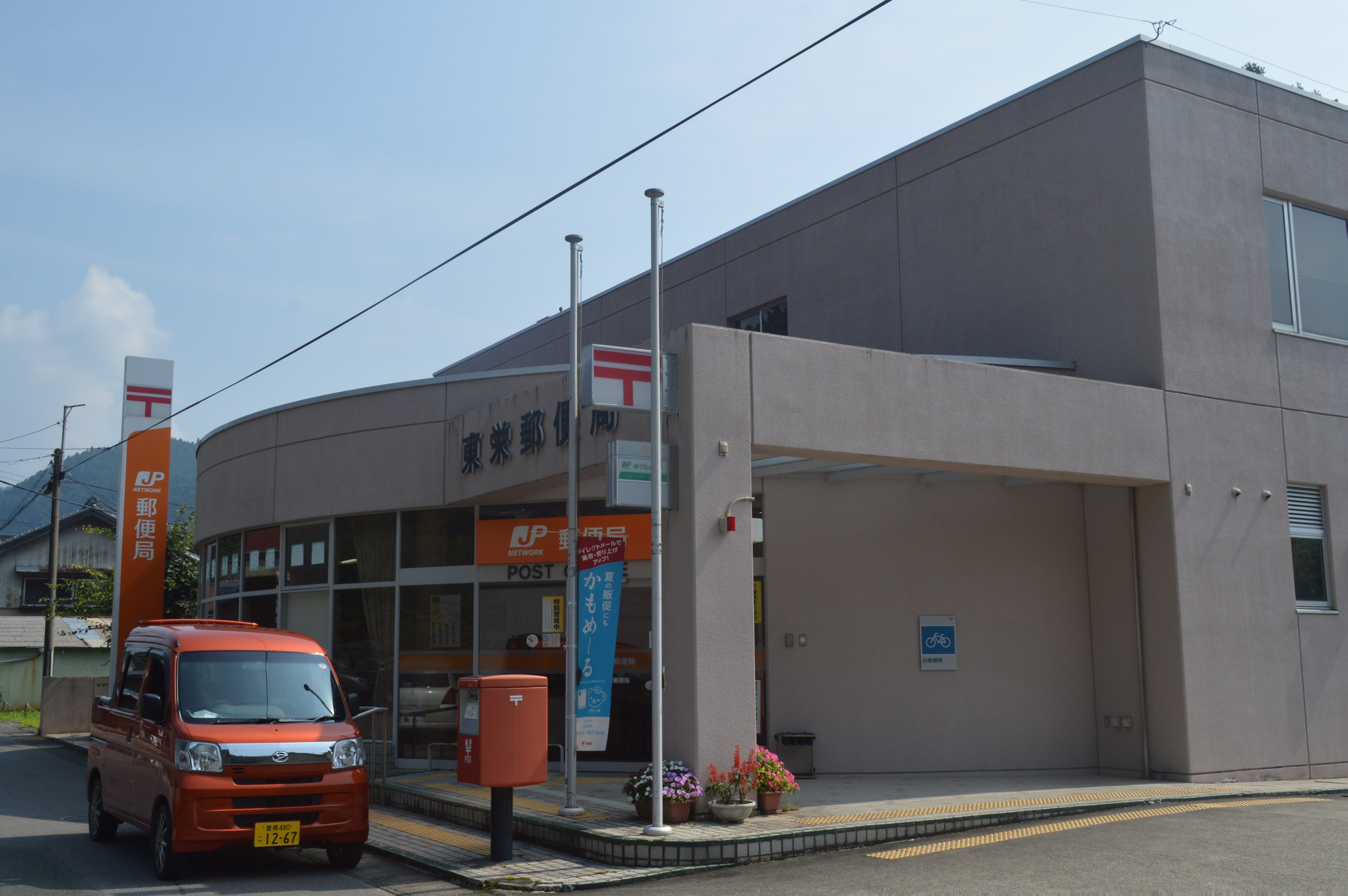
東栄郵便局

### 警察
本部
- 愛知県警察 設楽警察署

駐在所
- 振草警察官駐在所（北設楽郡東栄町大字振草）
- 足込警察官駐在所（北設楽郡東栄町大字足込）
- 下田警察官駐在所（北設楽郡東栄町大字下田）
- 三輪警察官駐在所（北設楽郡東栄町大字三輪）
- 本郷警察官駐在所（北設楽郡東栄町大字本郷）
- 中設楽警察官駐在所（北設楽郡東栄町大字中設楽）

### 消防
本部
- 新城市消防本部

分署
- 東栄分署（北設楽郡東栄町大字三輪字上奈根68）

### 医療
主な病院
- 東栄医療センター - JR東栄駅前に位置する診療所である。2019年までは、東栄病院として運営されていた。

### 郵便局
主な郵便局
- 東栄郵便局
- 長岡郵便局
- 振草郵便局
- 下川簡易郵便局
- 東栄御殿山簡易郵便局

### 社会教育施設

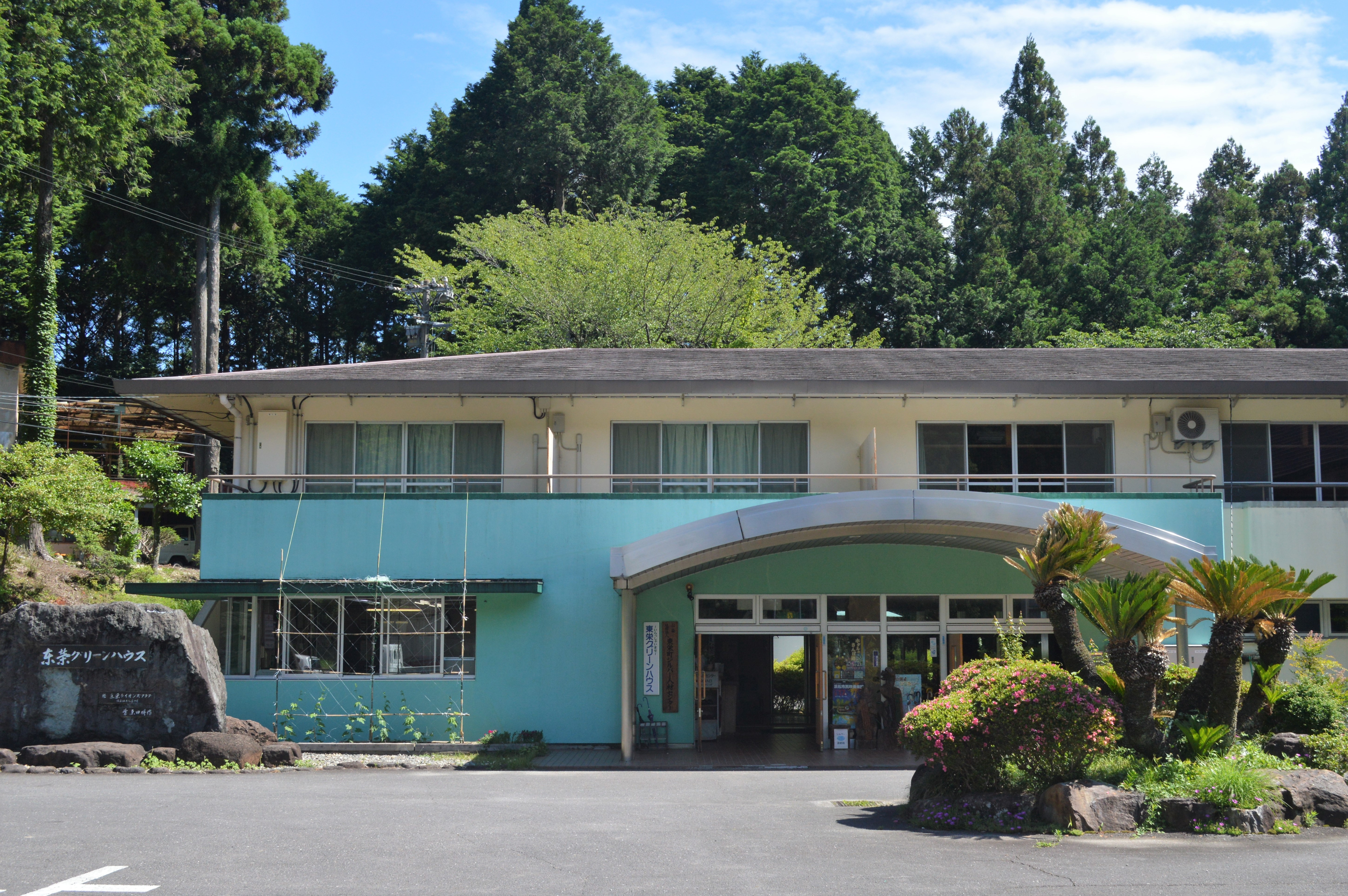
東栄グリーンハウス
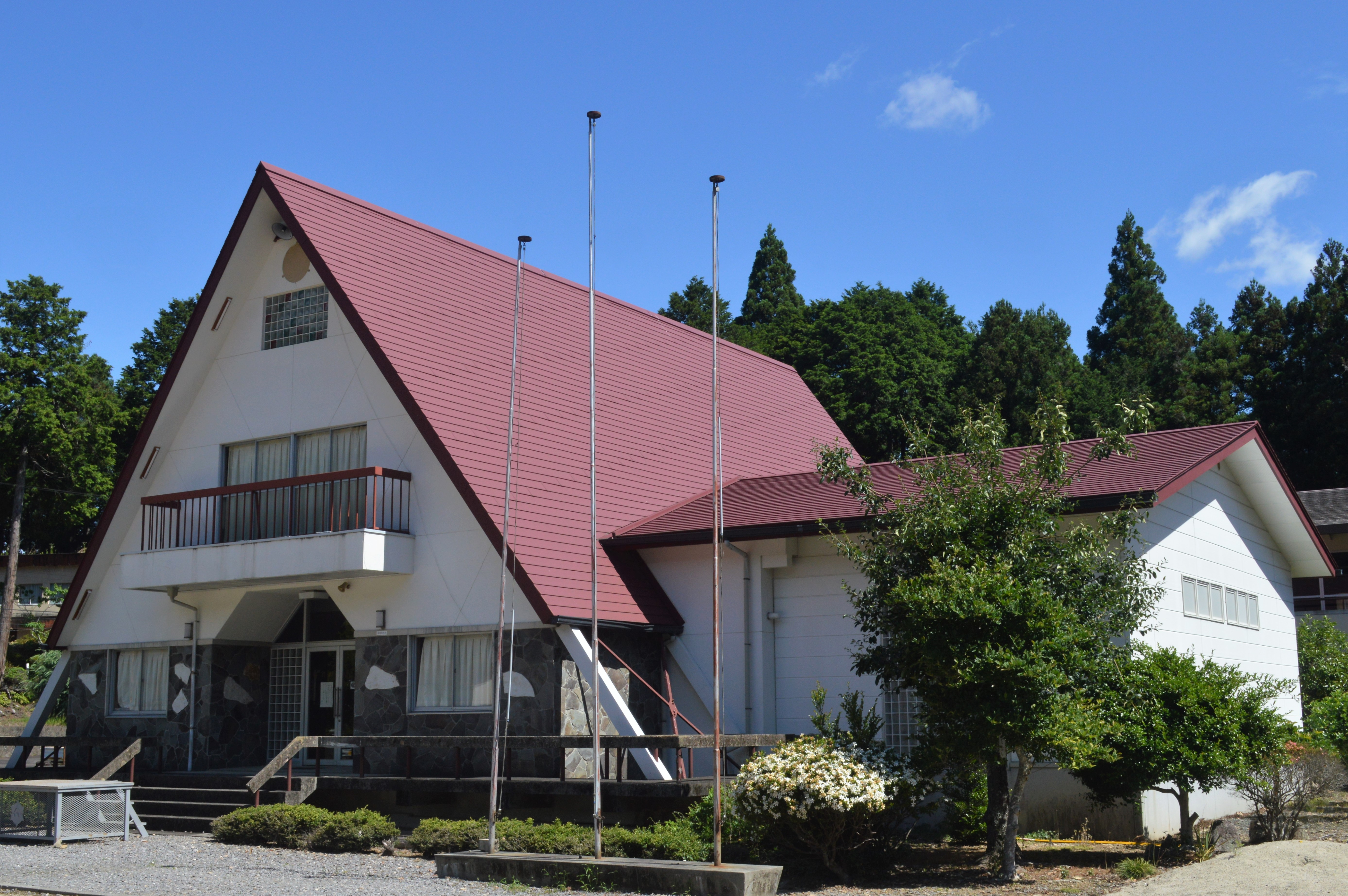
東栄町立博物館
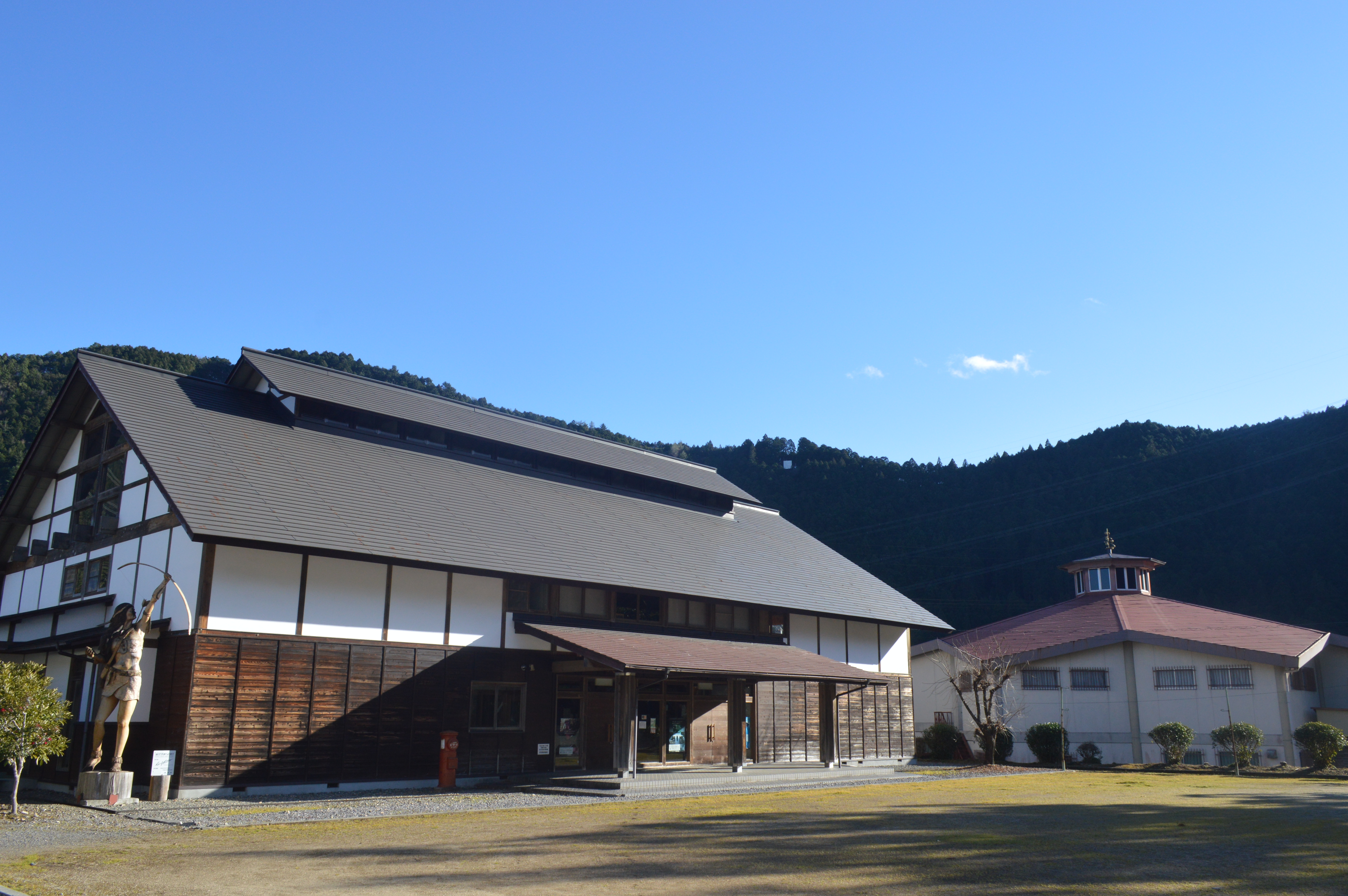
東栄町立民芸館と花祭会館
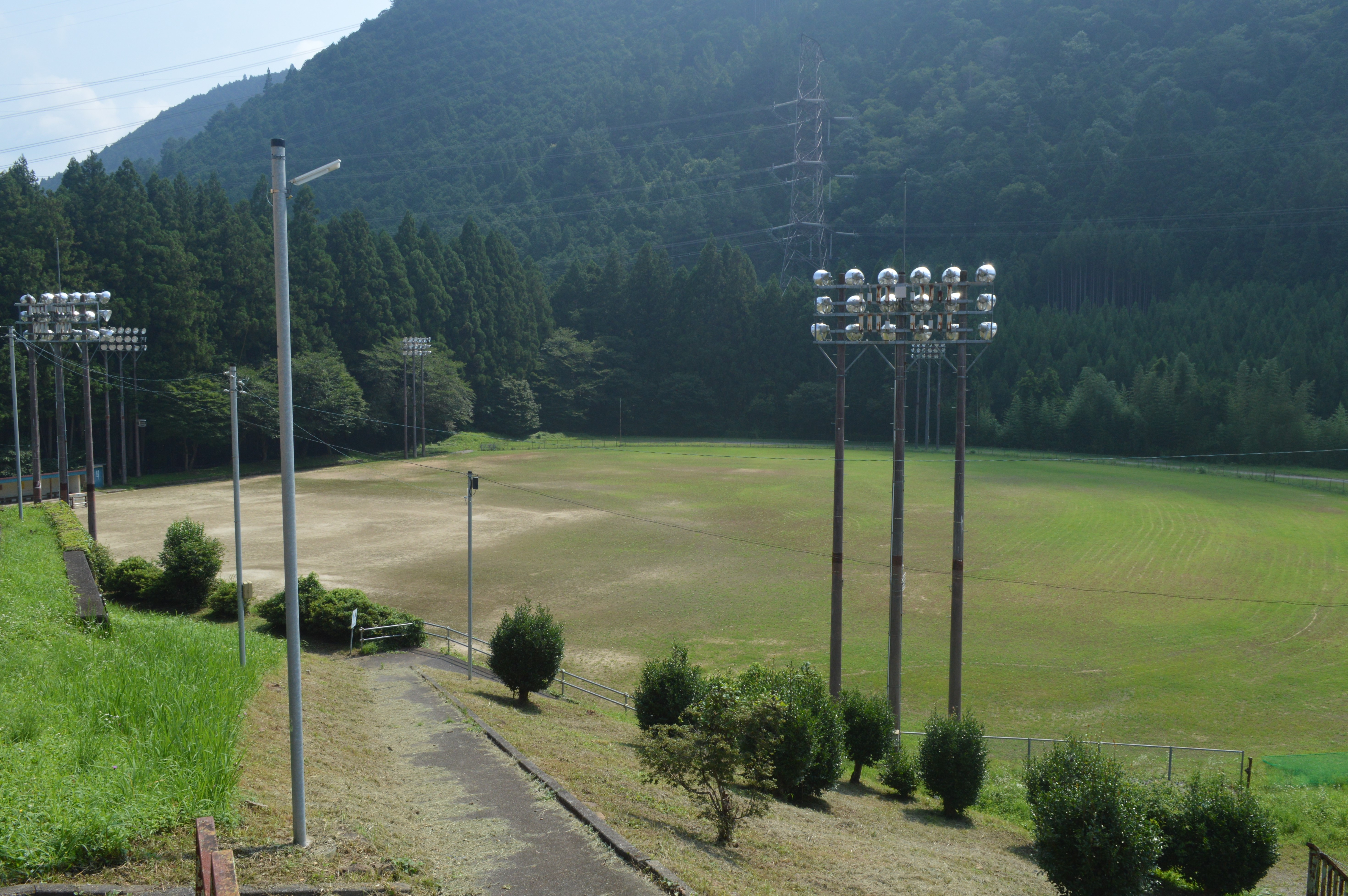
東栄町野球場
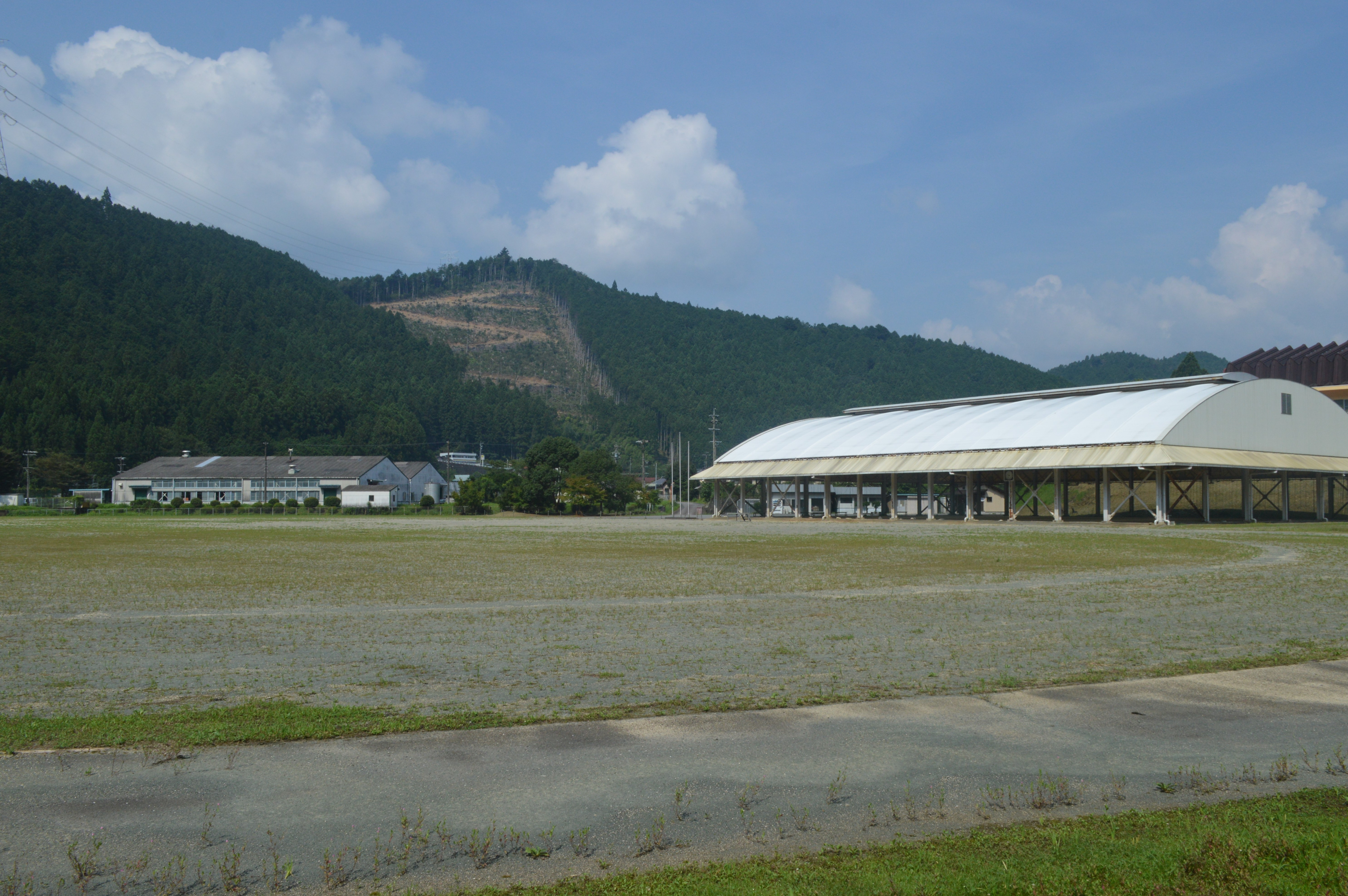
東栄町総合グラウンド
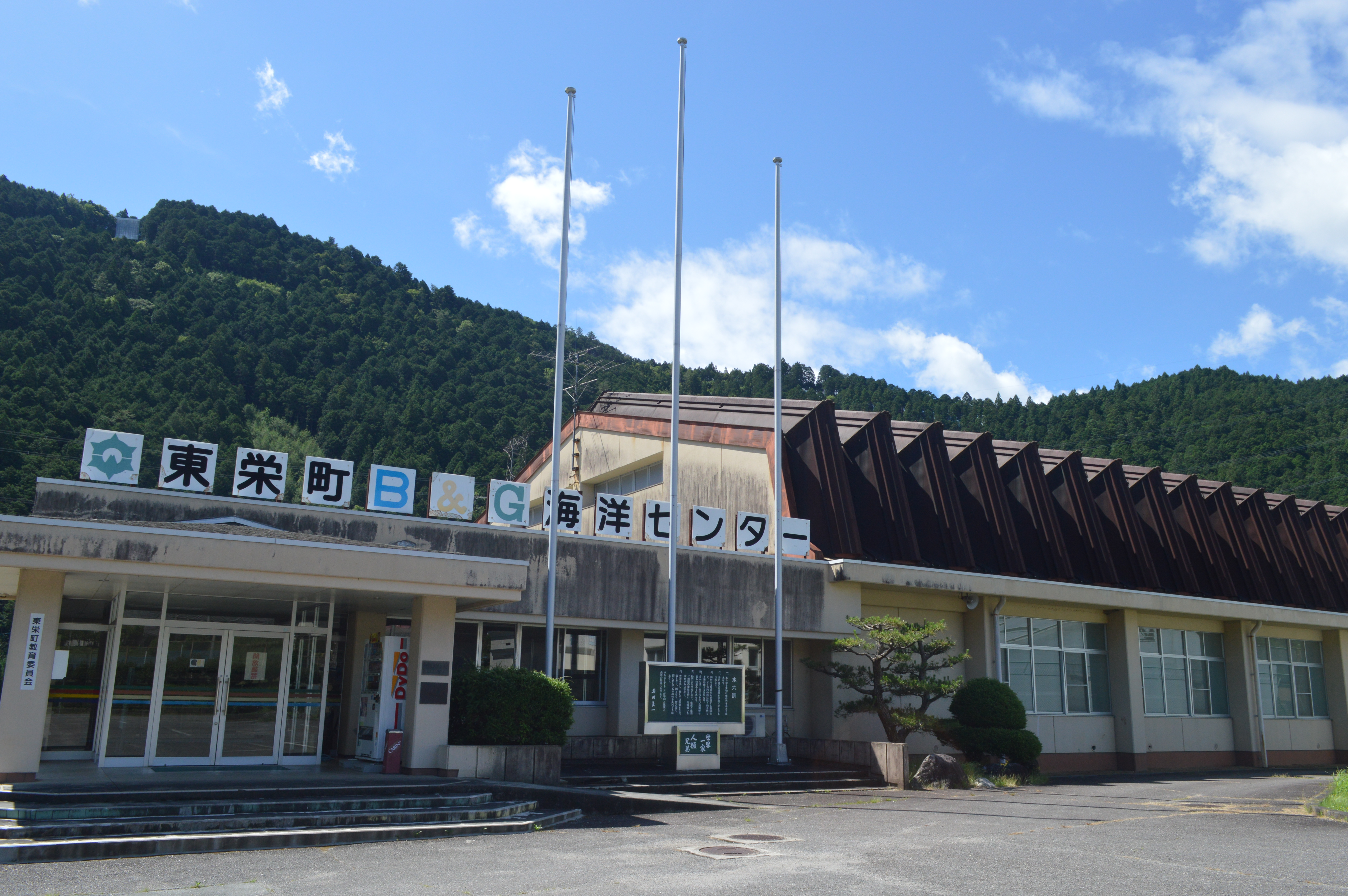
東栄町B&G海洋センター
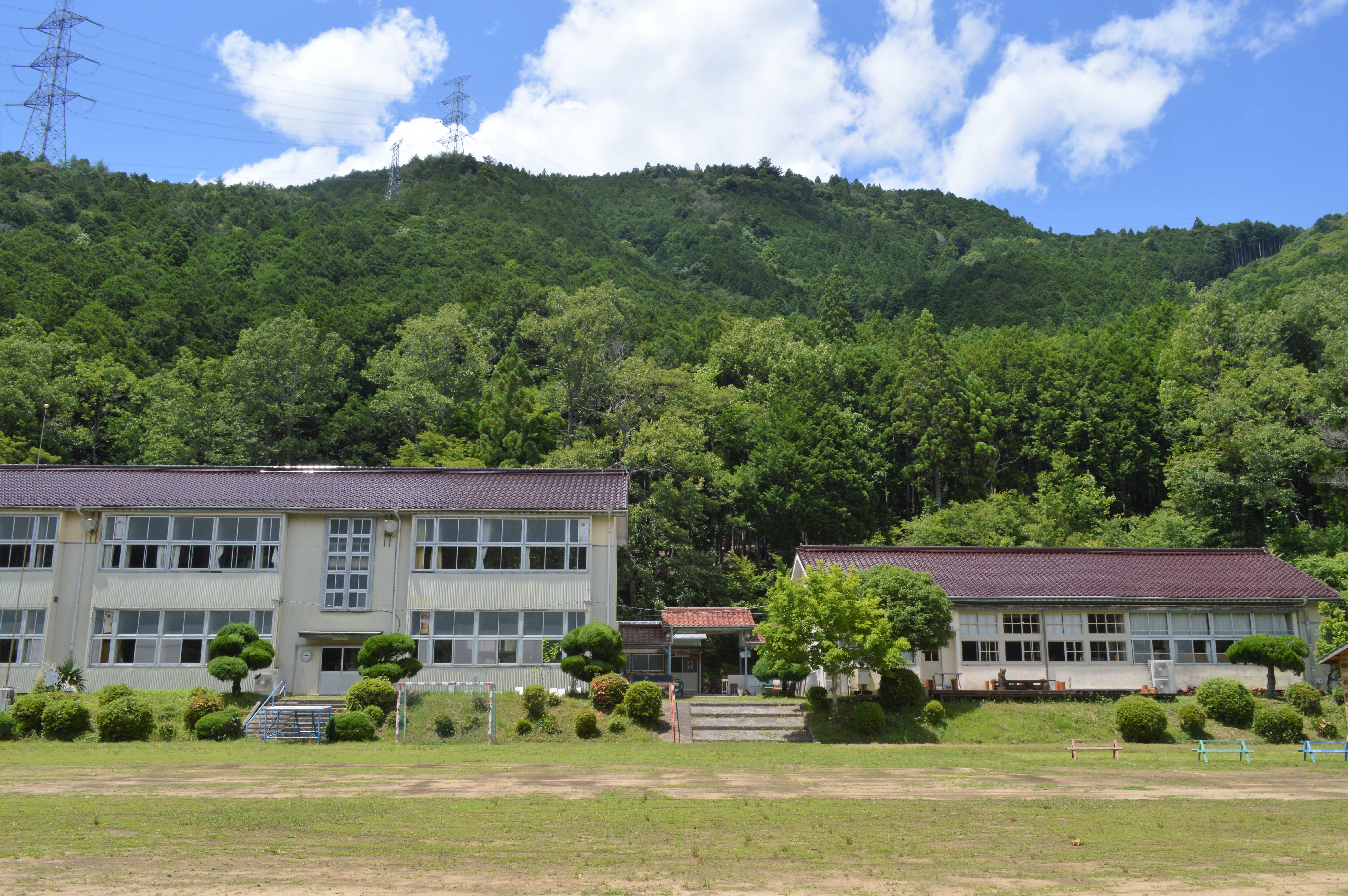
東栄町体験交流館のき山学校

- 布川公民館
- 加賀野集会所
- 小林集会所
- 西薗目集会所
- 東栄町総合社会教育文化施設
  - 東栄グリーンハウス
  - 花祭会館
  - 東栄町民芸館
  - 東栄町立博物館
  - 奥三河青年の家「東栄荘」
  - 東栄町B&G海洋センター
  - 東栄ドーム
  - 東栄町野球場
  - 東栄町総合グラウンド
  - 東栄町テニスコート
  - 東栄町弓道場
- スターフォーレスト御園
- 東栄町総合社会教育文化施設東栄荘
- 東栄町体験交流館のき山学校
- 北設広域事務組合 中田クリーンセンター

- 東栄グリーンハウス
- 東栄町立博物館
- 東栄町立民芸館と花祭会館
- 東栄町野球場
- 東栄町総合グラウンド
- 東栄町B&G海洋センター
- 東栄町体験交流館のき山学校

## 経済

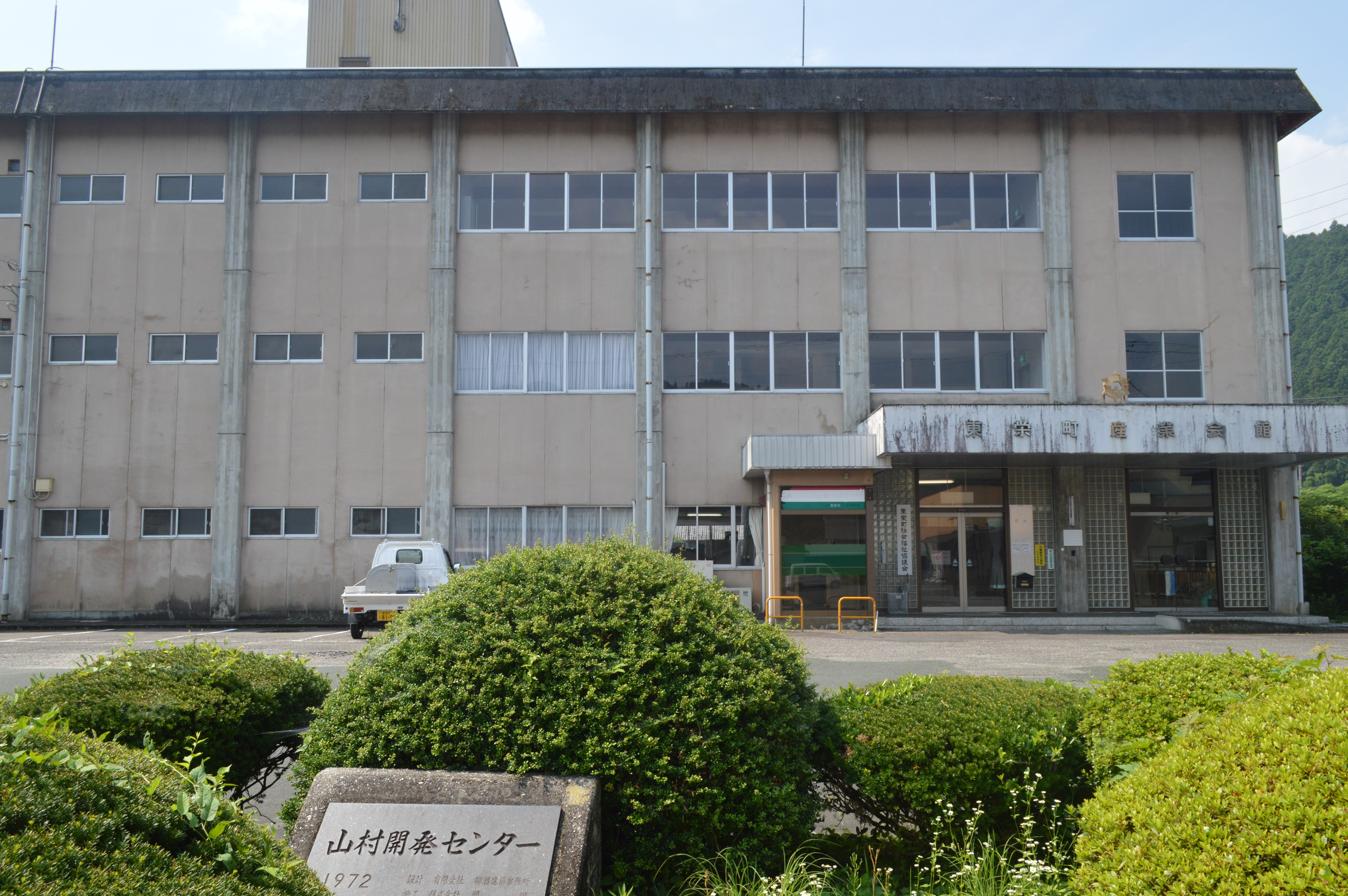
東栄町産業会館
東栄町森林組合

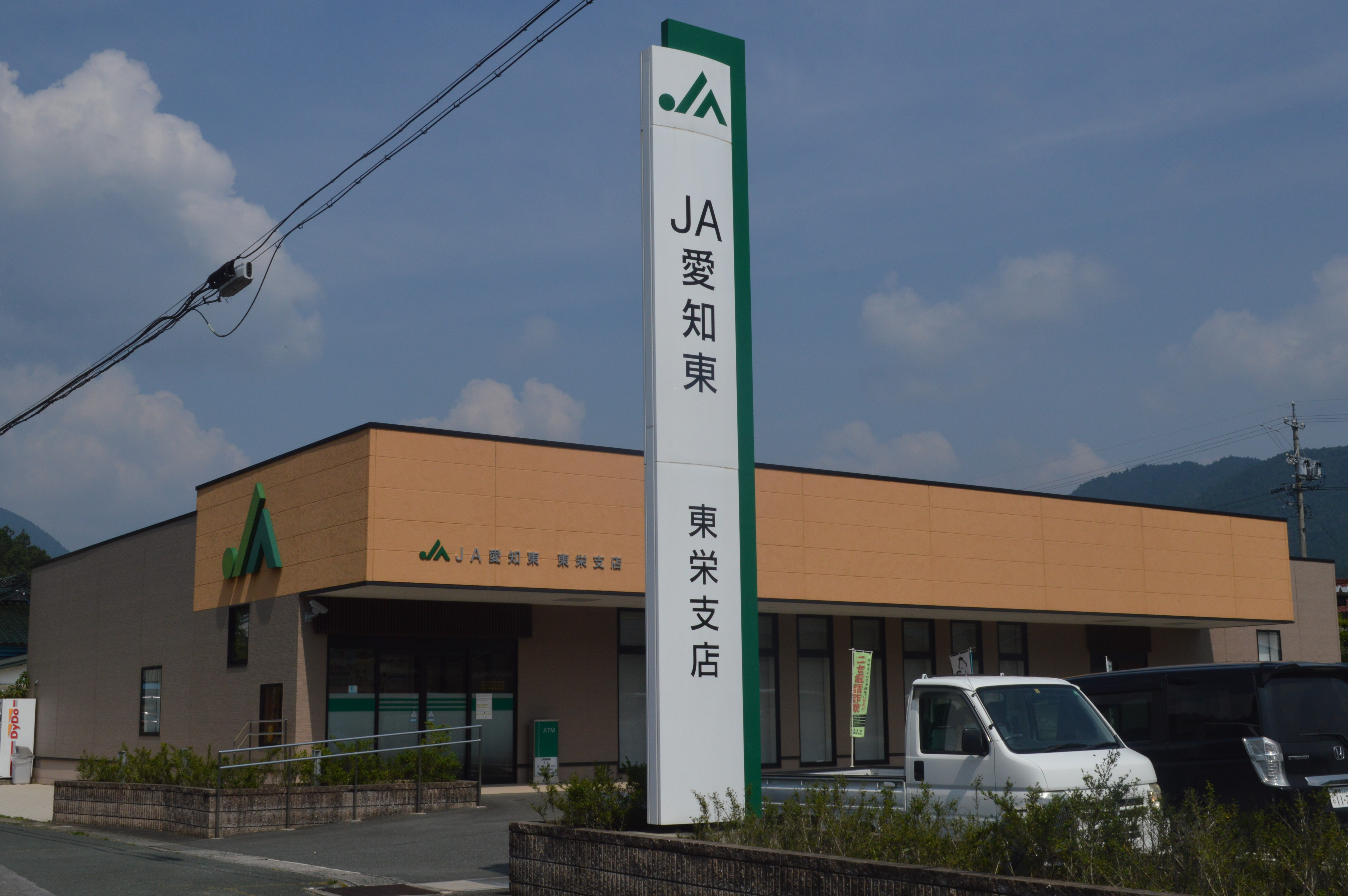
JA愛知東東栄支店

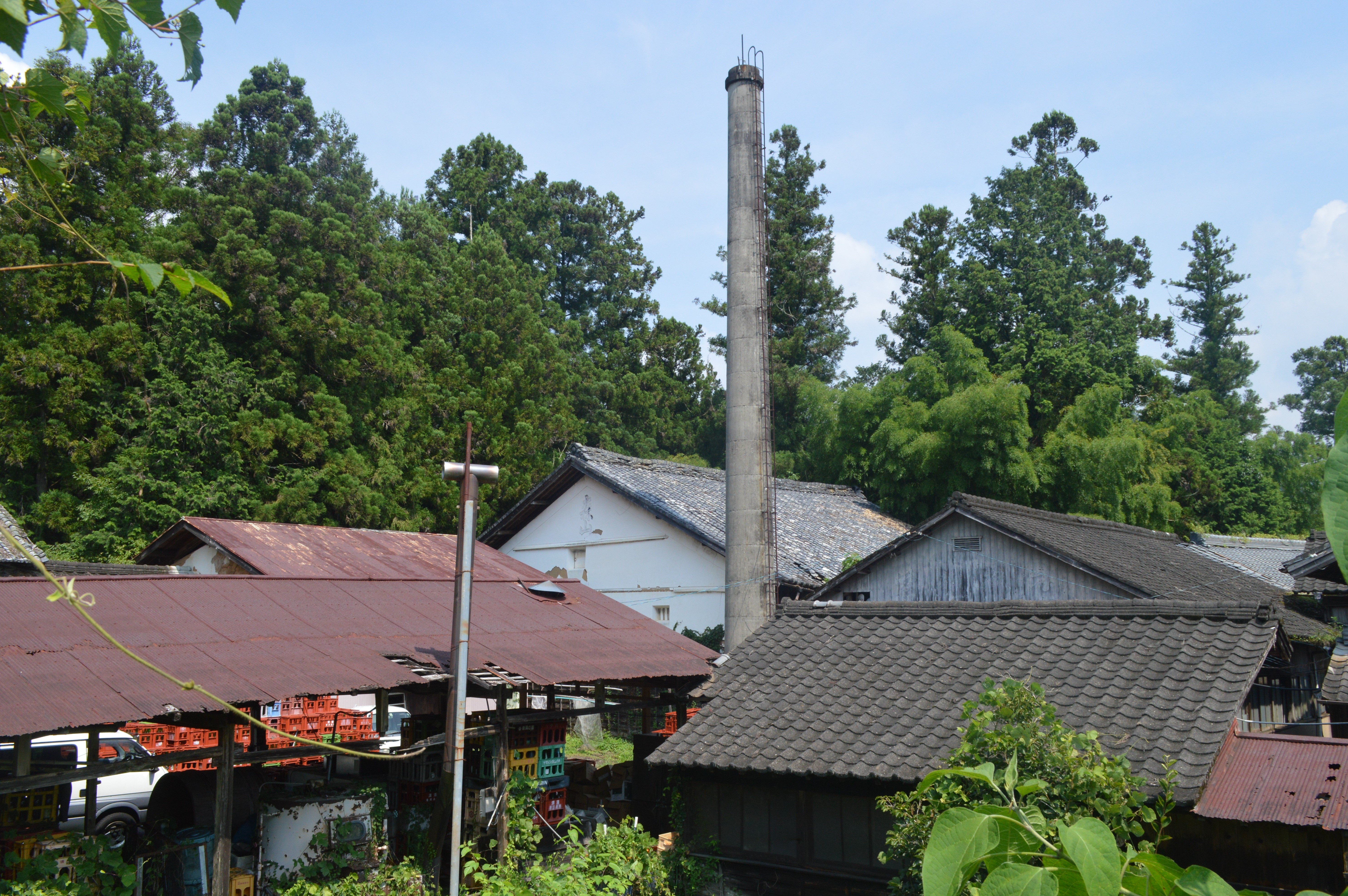
森山酒造

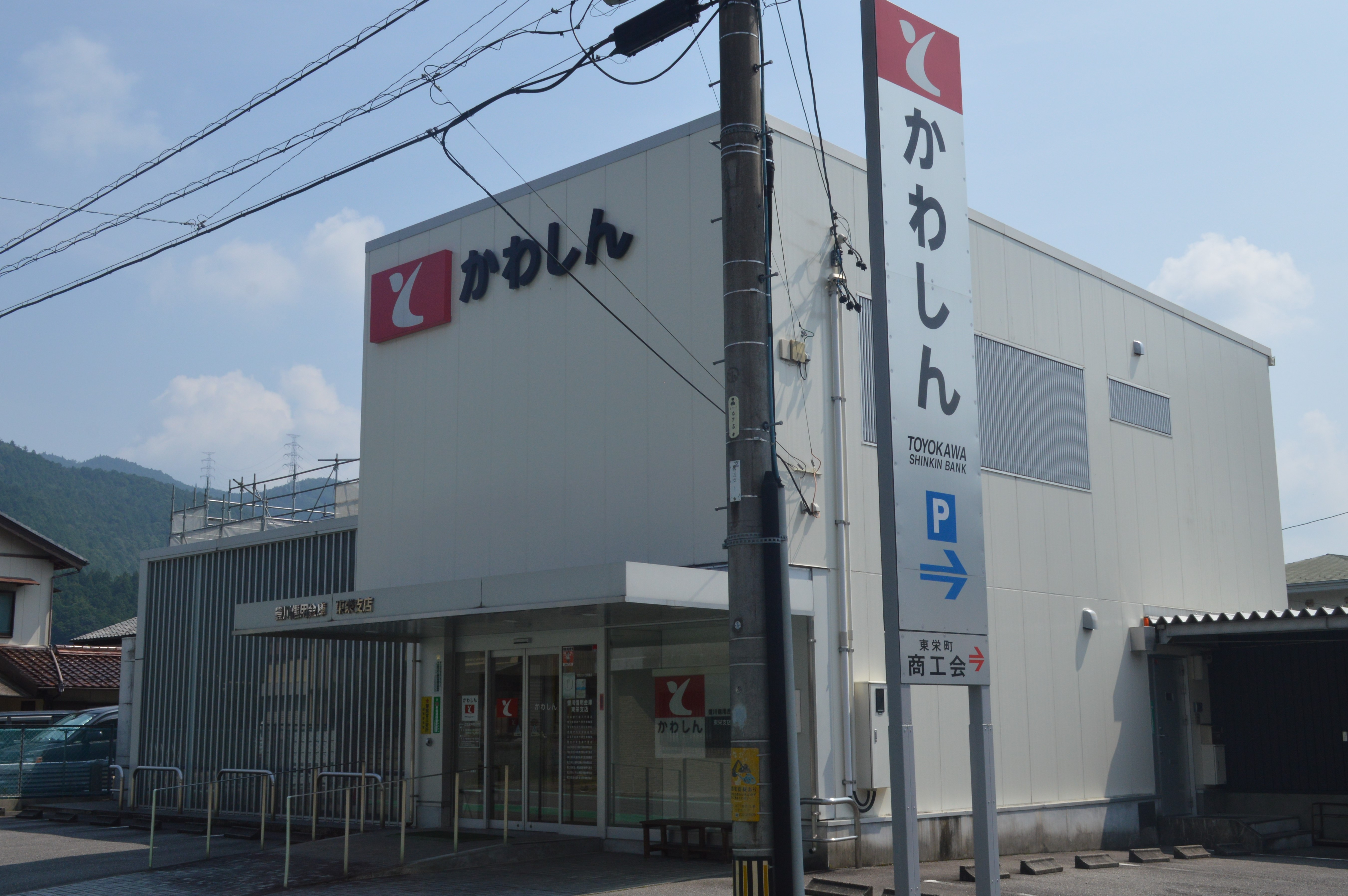
豊川信用金庫東栄支店

東栄町は平地が少ないものの、山がちな地形でも栽培が可能な藪北茶の産地であり、他に、コンニャクやシイタケの栽培も行ってきた。
また、町内には絹雲母を産する鉱山も存在する。
ただし、20世紀末頃における東栄町の主要な工業は、木材業であった。なお、2000年の国勢調査における産業別労働力人口比率は、第1次産業11.4パーセント、第2次産業40.1パーセント、第3次産業48.4パーセントであった。

### 第一次産業

#### 農業
- 藪北茶
- コンニャク
- シイタケ

農業協同組合（JA）
- 愛知東農業協同組合（JA愛知東）
  - 東栄支店

#### 林業
森林組合
- 東栄町森林組合

### 第二次産業

#### 工業
- 木材加工

#### 鉱業
精製会社
- 三信鉱工

#### 醸造業
- 森山酒造 - 2021年に本社を神奈川県に移転。

### 第三次産業

#### 商業
主な商業施設
- 食彩広場東栄店

### 金融機関
民間金融機関
- 豊川信用金庫 - 東栄支店
- 浜松磐田信用金庫 - 過去支店を置いた時期もあったが、現在は移動店舗で対応。

## 情報・通信

### マスメディア

#### 中継局
- NHK東栄テレビ中継局

## 生活基盤

### ライフライン

#### 電力
- 中部電力

現在の東栄町には中部電力が電力を供給している。ただし、現在の東栄町域で初めに電気事業を手がけたのは、旧本郷町にあった本郷電気製材である。同社は1918年に開業し、東栄町の前身6町村のうち本郷町・下川村・御殿村へ電気の供給を始めた。1924年には振草村・園村も供給範囲に加えた。残る三輪村は、同社ではなく八名郡大野町（現・新城市）の大野電気が1921年に供給範囲に加えた。現在の東栄町域に電気を供給していた本郷電気製材・大野電気の2社は1939年に中央電力へと統合され、続く配電統制により1942年に中部配電へと統合され、この地域は同社の供給区域へと編入された。第二次世界大戦後の電気事業再編で1951年に中部電力が発足すると、同社の供給区域に組み入れられ、現在に至っている。

#### ガス
- 本村に都市ガスは敷設されていないため、全世帯が液化石油ガス（プロパンガス）を使用する。

#### 上下水道
- 愛知県企業庁

#### 電信
- NTT西日本 NTTビジネスソリューションズ（NTT西日本-東海）

## 教育

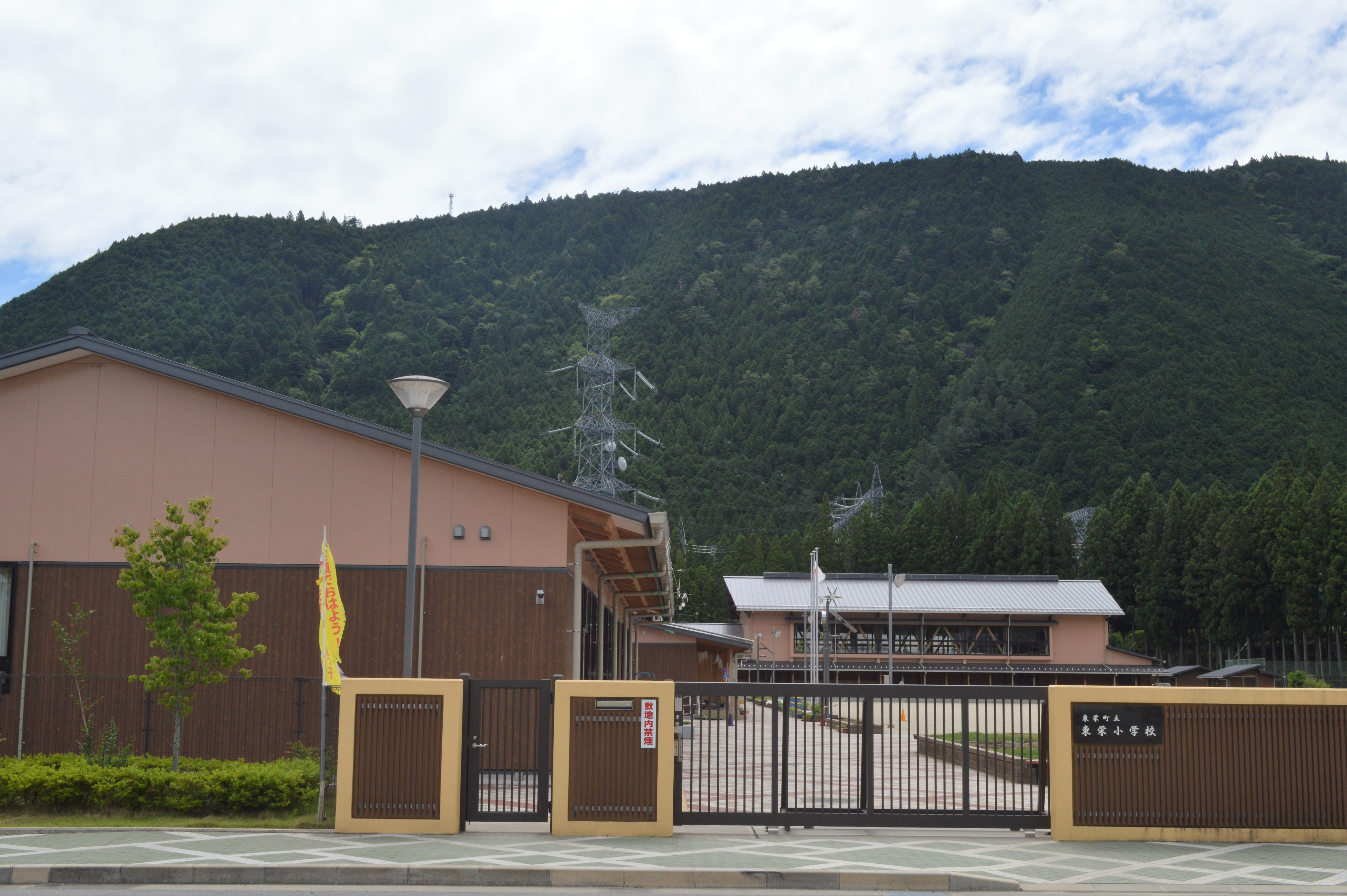
東栄町立東栄小学校

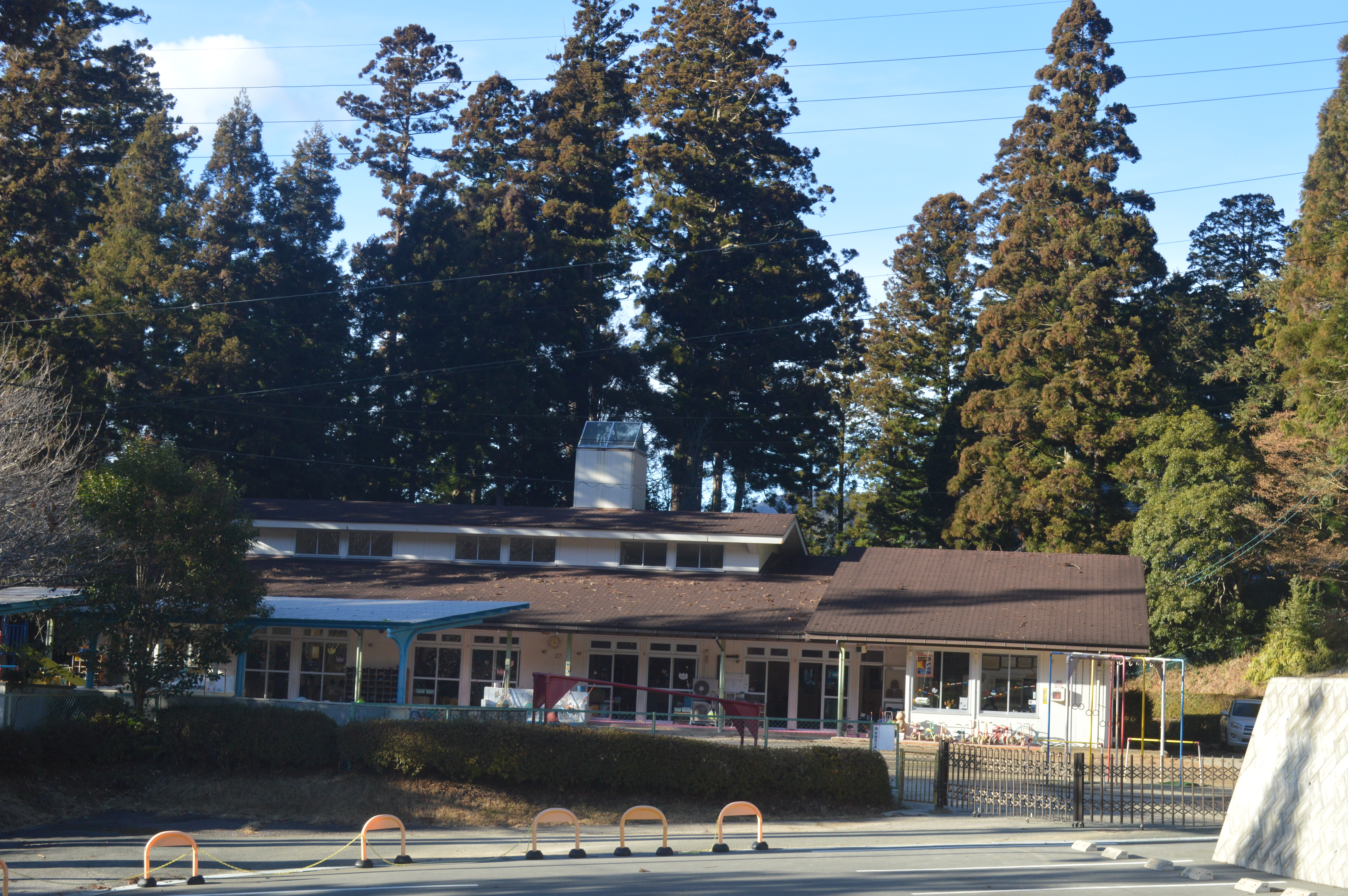
東栄町立本郷保育園

### 高等学校
現在の東栄町には中学校までしか存在しない。1948年に北設楽郡本郷町に愛知県立本郷高等学校が開校し、2000年以降は愛知県立新城東高等学校の本郷校舎として存続していたものの、2008年3月に本郷校舎は閉校した。これにより、東栄町から高校が無くなった。

### 中学校
町立
- 東栄町立東栄中学校

| 開校年 | 閉校年 | 1955年 東栄町発足  | 1975年                |
| ------ | ------ | ------------------ | --------------------- |
| 1947年 | 1975年 | 東栄町立東栄中学校 | 1975年開校 東栄中学校 |
| 1947年 | 1975年 | 東栄町立三輪中学校 | 1975年開校 東栄中学校 |
| 1947年 | 1975年 | 東栄町立振草中学校 | 1975年開校 東栄中学校 |

### 小学校
町立
- 東栄町立東栄小学校

| 開校年 | 閉校年 | 1955年 東栄町発足    | 1960年                | 1964年       | 1990年                | 2006年                | 2007年     | 2010年     |
| ------ | ------ | -------------------- | --------------------- | ------------ | --------------------- | --------------------- | ---------- | ---------- |
| 1873年 | 1960年 | 東栄町立本郷小学校   | 1960年開校 中央小学校 | 中央小学校   | 中央小学校            | 2006年開校 東栄小学校 | 東栄小学校 | 東栄小学校 |
| 1874年 | 1960年 | 東栄町立西薗目小学校 | 1960年開校 中央小学校 | 中央小学校   | 中央小学校            | 2006年開校 東栄小学校 | 東栄小学校 | 東栄小学校 |
| 1876年 | 1990年 | 東栄町立足込小学校   | 足込小学校            | 足込小学校   | 中央小学校            | 2006年開校 東栄小学校 | 東栄小学校 | 東栄小学校 |
| 1875年 | 1990年 | 東栄町立御園小学校   | 御園小学校            | 御園小学校   | 中央小学校            | 2006年開校 東栄小学校 | 東栄小学校 | 東栄小学校 |
| 1873年 | 2006年 | 東栄町立月小学校     | 月小学校              | 月小学校     | 月小学校              | 2006年開校 東栄小学校 | 東栄小学校 | 東栄小学校 |
| 1875年 | 2006年 | 東栄町立中設楽小学校 | 中設楽小学校          | 中設楽小学校 | 中設楽小学校          | 2006年開校 東栄小学校 | 東栄小学校 | 東栄小学校 |
| 1873年 | 2007年 | 東栄町立粟代小学校   | 粟代小学校            | 粟代小学校   | 粟代小学校            | 粟代小学校            | 東栄小学校 | 東栄小学校 |
| 1882年 | 1964年 | 東栄町立小林小学校   | 小林小学校            | 粟代小学校   | 粟代小学校            | 粟代小学校            | 東栄小学校 | 東栄小学校 |
| 1873年 | 2007年 | 東栄町立古戸小学校   | 古戸小学校            | 古戸小学校   | 古戸小学校            | 古戸小学校            | 東栄小学校 | 東栄小学校 |
| 1875年 | 1990年 | 東栄町立東薗目小学校 | 東薗目小学校          | 東薗目小学校 | 1990年開校 東部小学校 | 東部小学校            | 東部小学校 | 東栄小学校 |
| 1875年 | 1990年 | 東栄町立下川小学校   | 下川小学校            | 下川小学校   | 1990年開校 東部小学校 | 東部小学校            | 東部小学校 | 東栄小学校 |
| 1873年 | 2010年 | 東栄町立奈根小学校   | 奈根小学校            | 奈根小学校   | 奈根小学校            | 奈根小学校            | 奈根小学校 | 東栄小学校 |

### 幼児教育

#### 保育園
町立
- 東栄町立とうえい保育園

## 交通

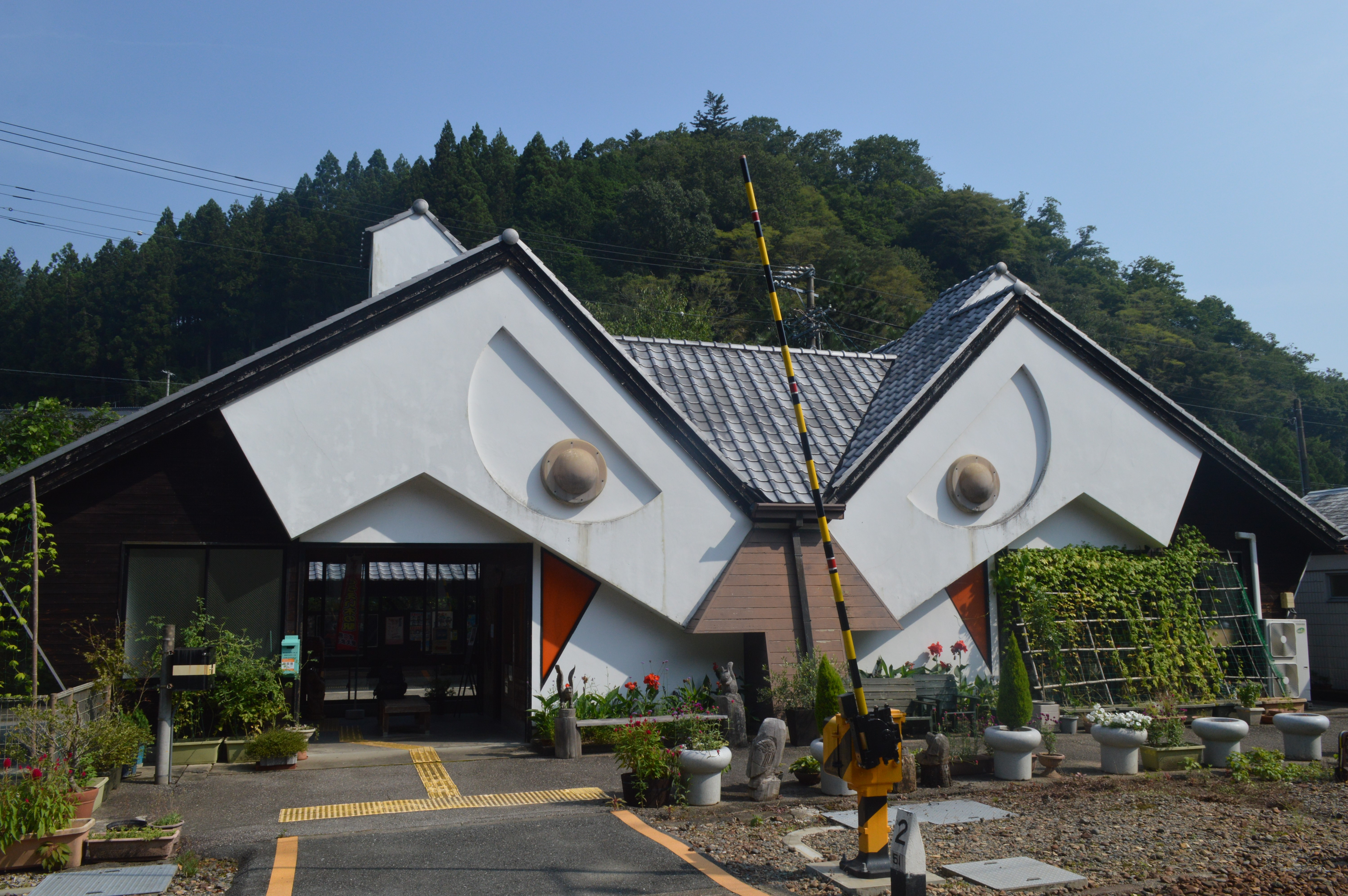
JR飯田線の東栄駅。外観は鬼面を模している。

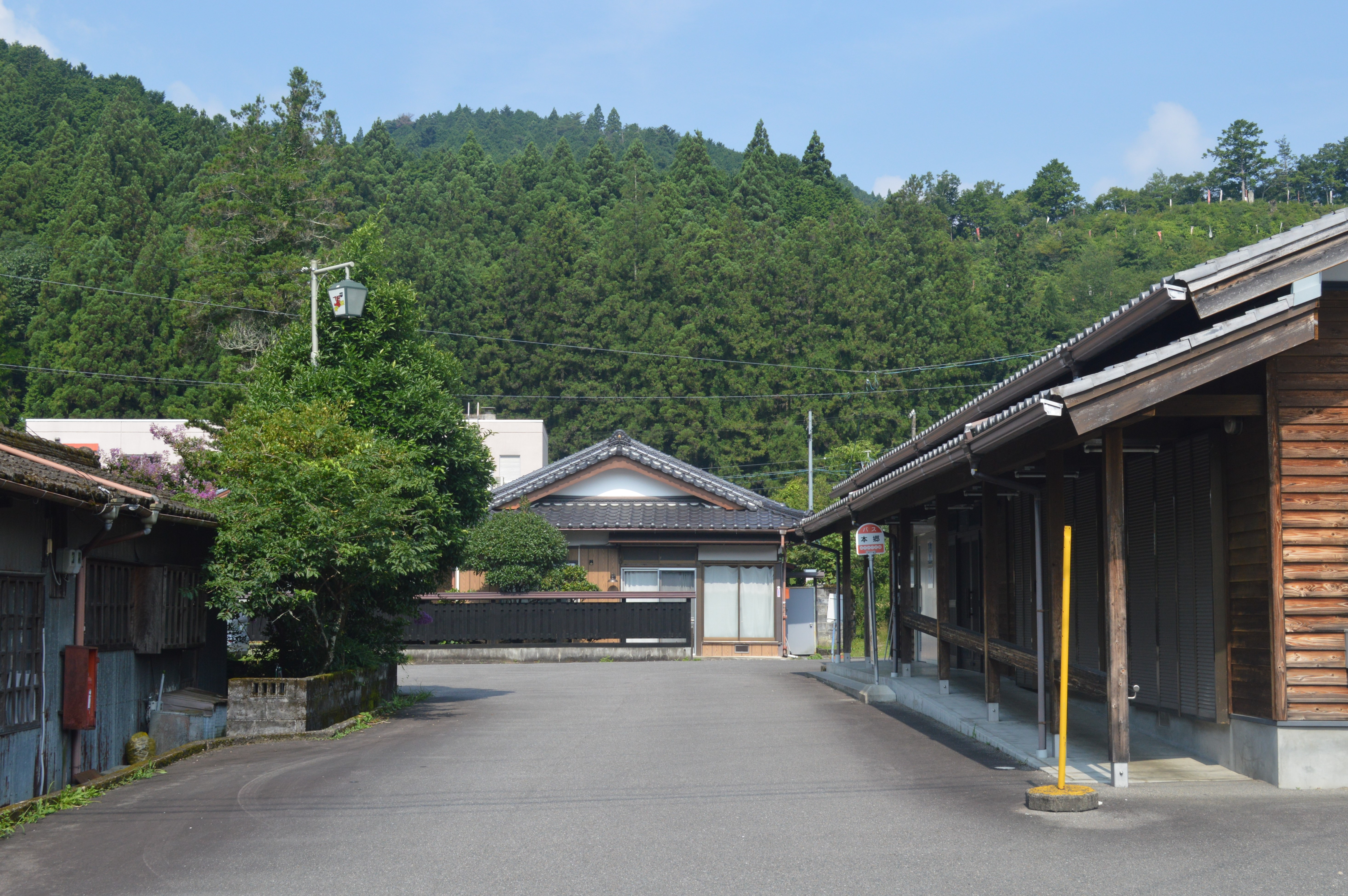
本郷バスターミナル

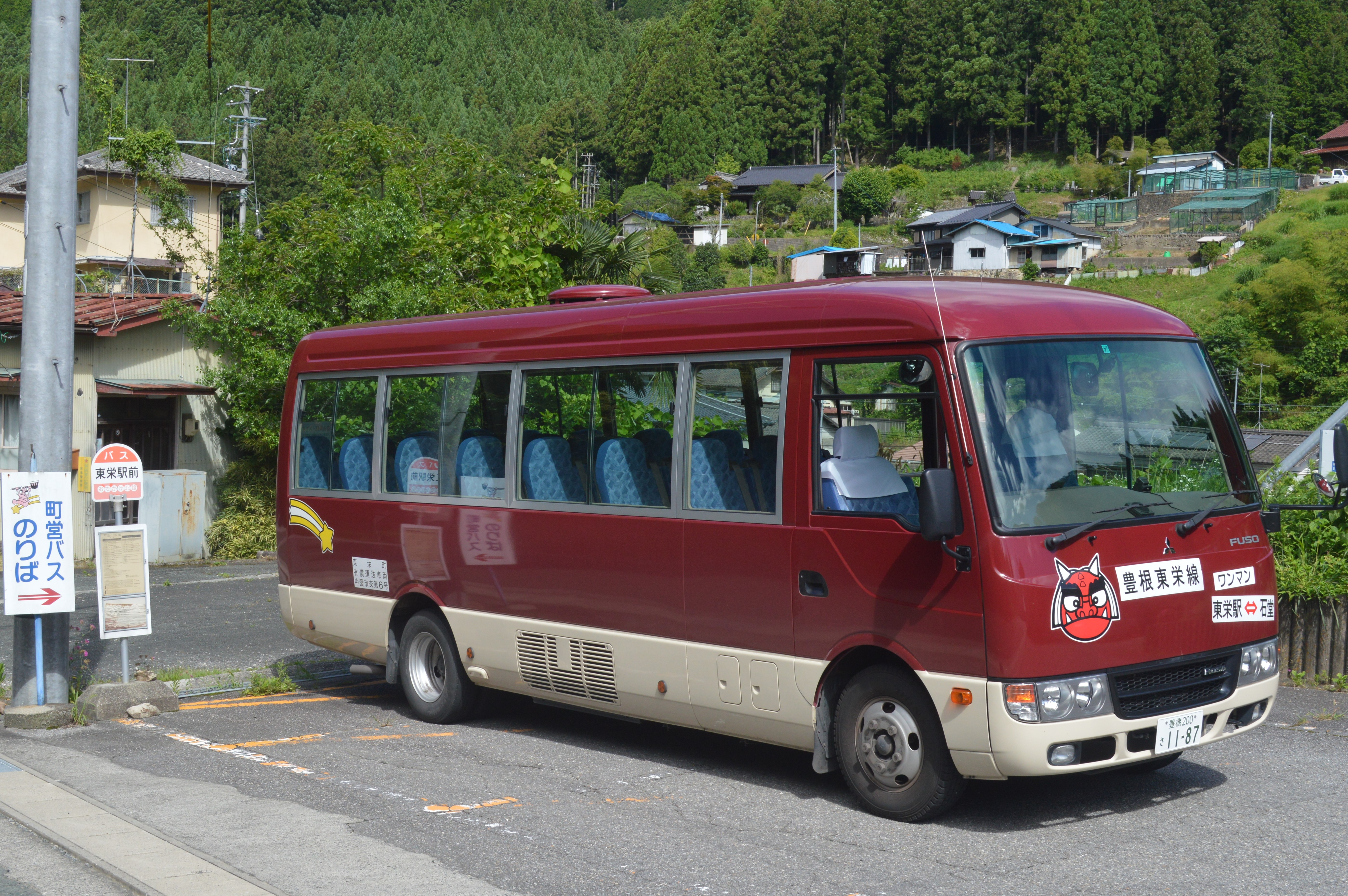
東栄町営バス
（おでかけ北設）

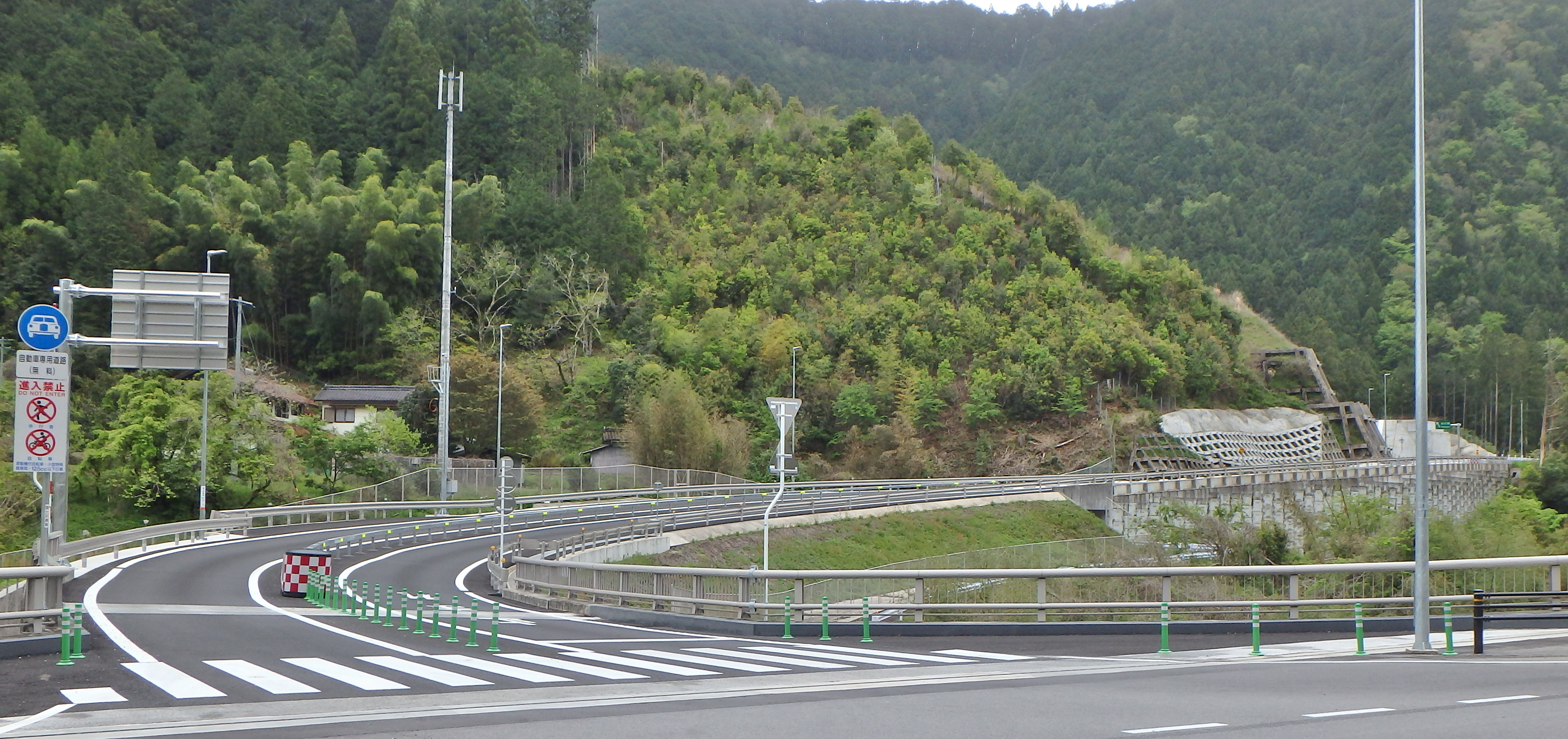
三遠南信自動車道：東栄IC

### 鉄道
東栄町の町域の南端部をJR東海の飯田線が南西から北東に向けて敷設されており、東栄駅が町内唯一の駅である。ただし、東栄駅は町の南の外れ（旧三輪村域）に位置し、町の中心部からは離れている。なお、東栄町は花祭と呼ばれる鬼面を用いた祭で知られており、東栄駅の外観は鬼面を模した形状をしている。飯田線内では、東栄駅が愛知県内における最後の駅であり、次の出馬駅から先は静岡県である。
東海旅客鉄道（JR東海）
CD飯田線：（新城市）- 東栄駅 -（浜松市天竜区）

### バス
主なバスターミナル
- 本郷バスターミナル
- 東栄駅前バスターミナル

#### 路線バス
- おでかけ北設（東栄町営バス、設楽町営バス、豊根村営バス）

### 道路

#### 高速道路
- E69三遠南信自動車道（国道474号）
- ：（新城市）- 東栄IC -（浜松市天竜区）

#### 国道
- 国道151号 - 別所街道の別名がある。
- 国道473号

#### 県道
主要地方道
- 愛知県道9号天竜東栄線
- 愛知県道74号阿南東栄線
- 愛知県道80号東栄稲武線

一般県道
- 愛知県道424号振草三河川合停車場線
- 愛知県道430号足込上黒川線
- 愛知県道431号八橋中設楽線
- 愛知県道440号川角東栄停車場線
- 愛知県道504号御園浦川停車場線

### ナンバープレート
- 車検証の住所（使用者）が本町の自動車には、豊橋ナンバーが交付される。

## 観光

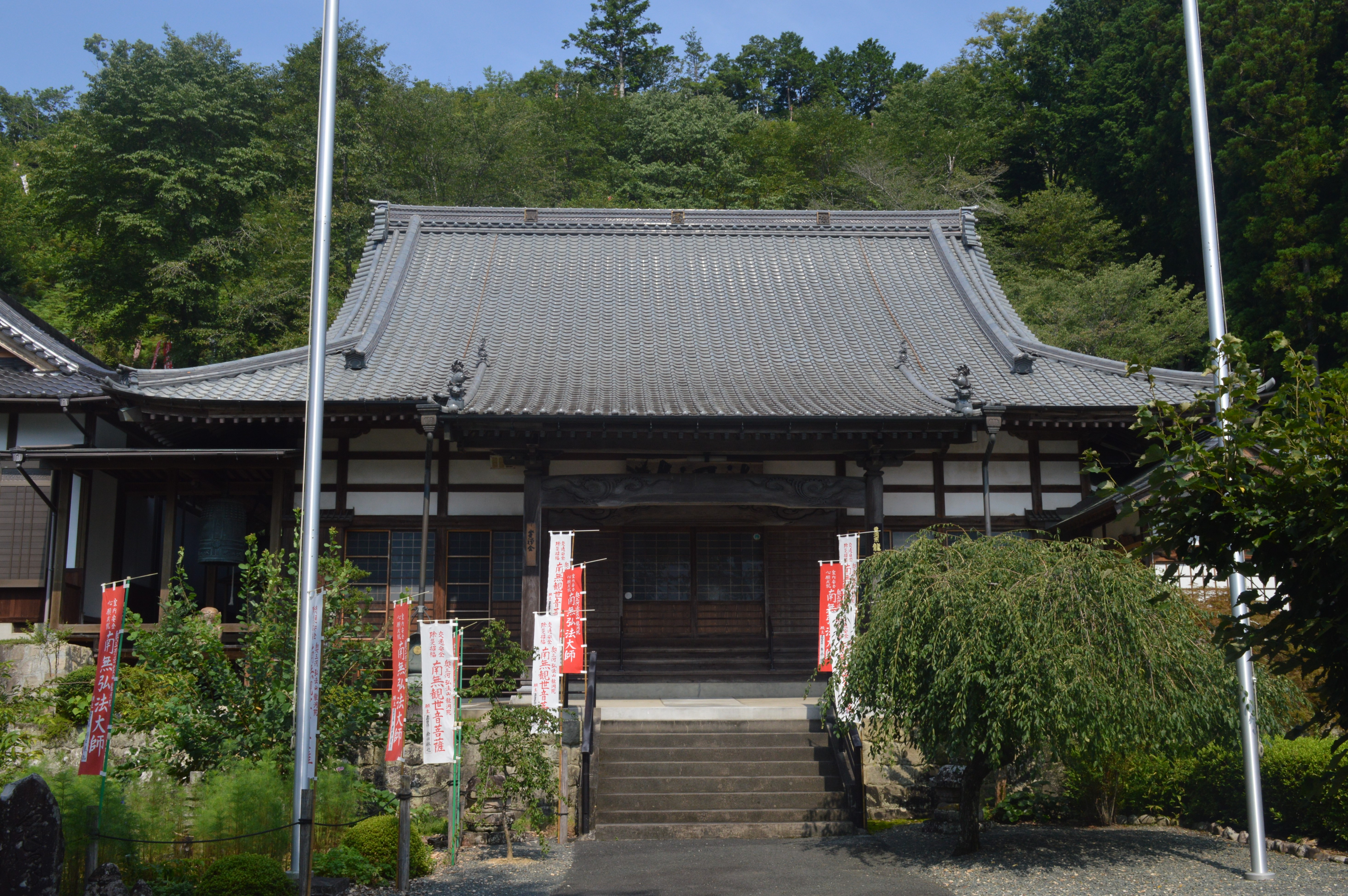
龍洞院

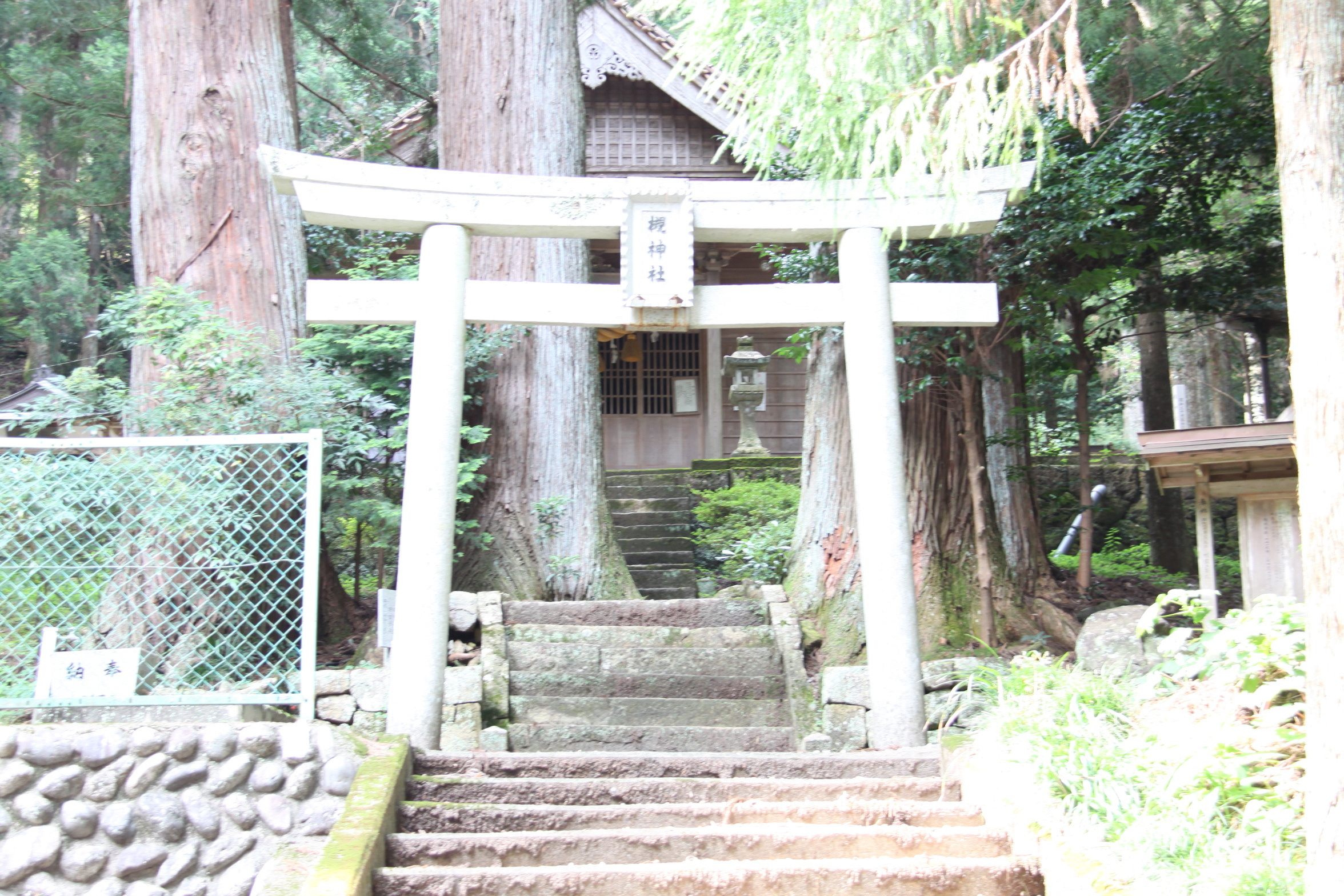
槻神社

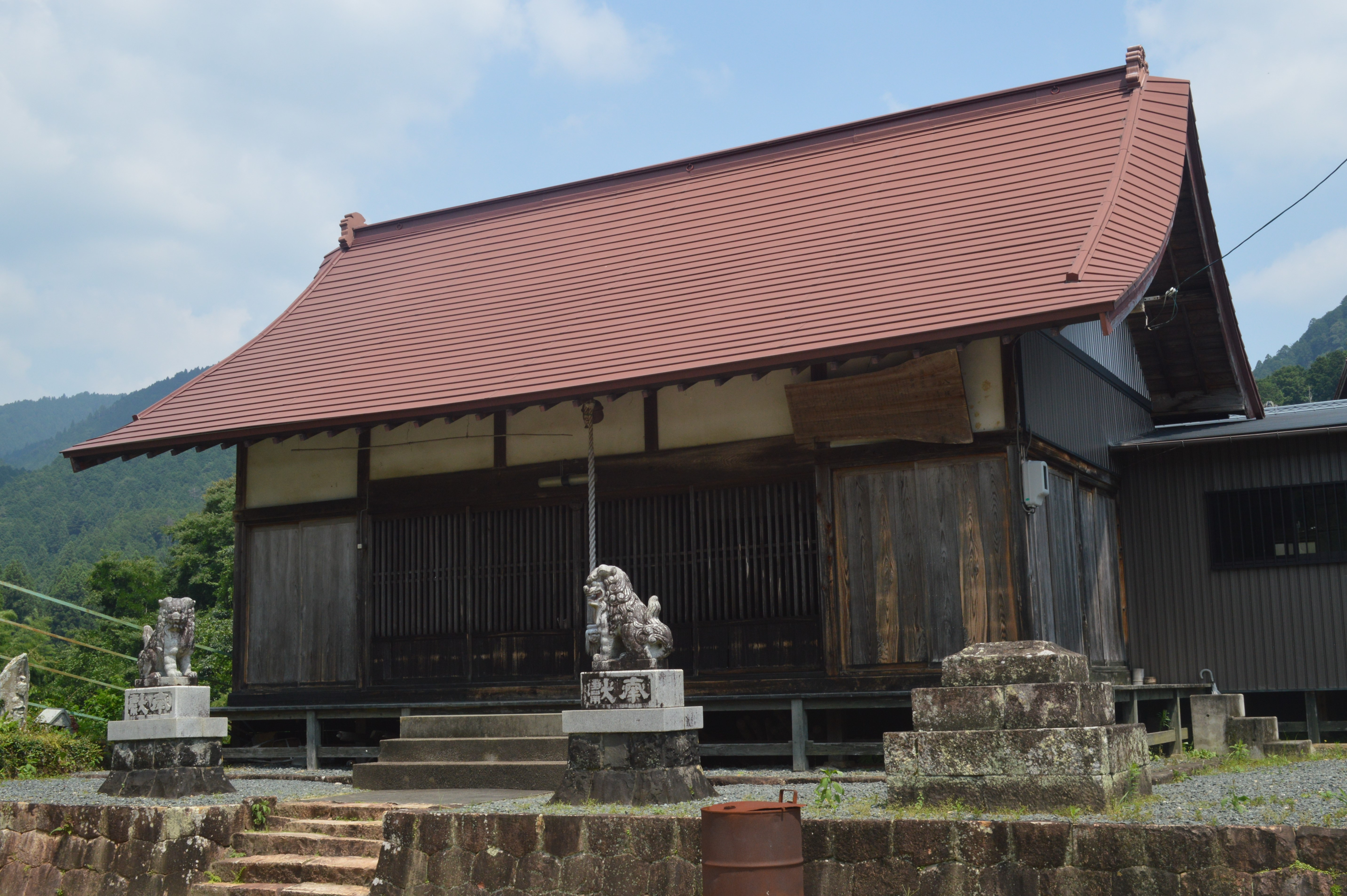
八坂神社

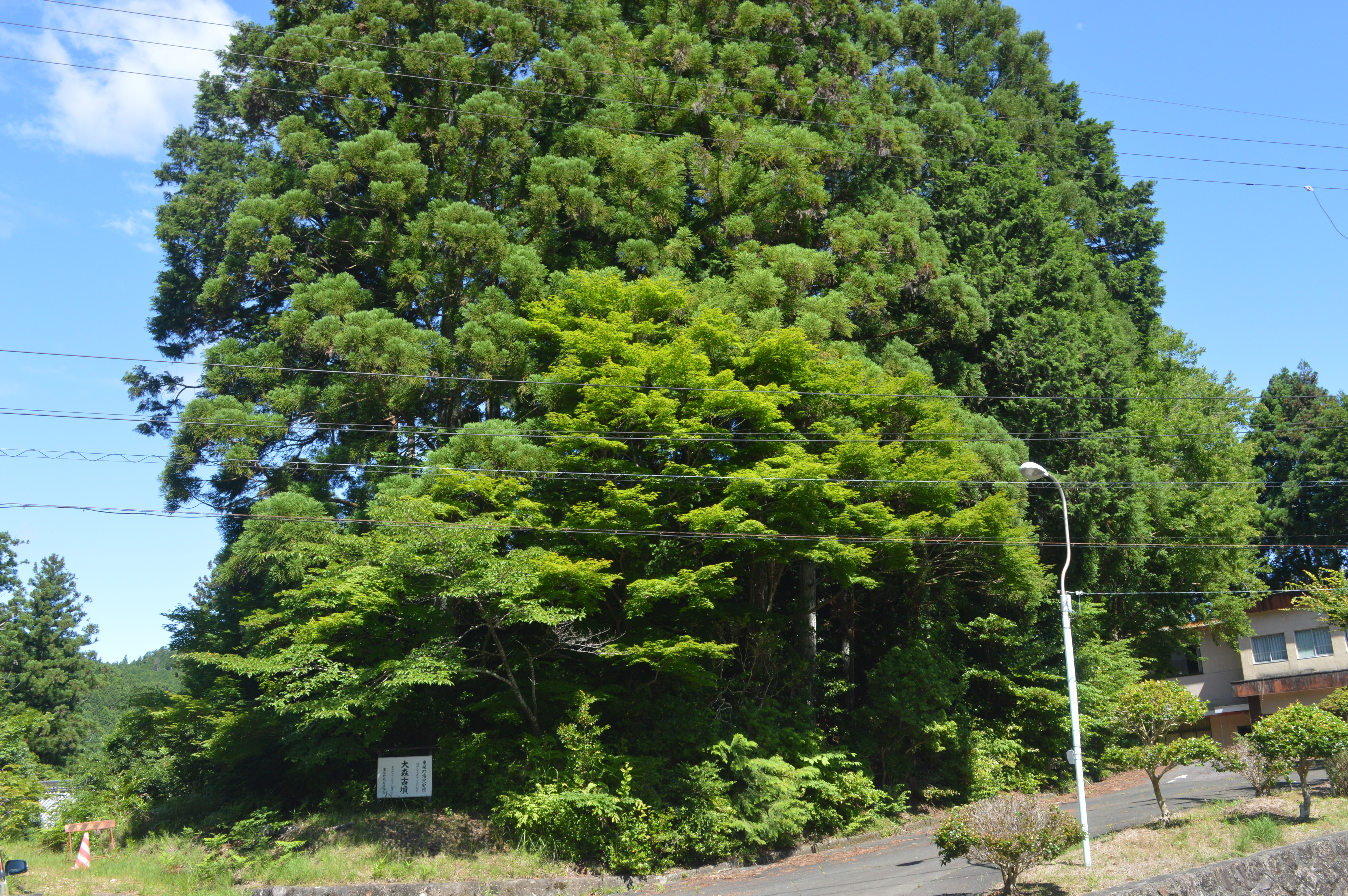
大森古墳

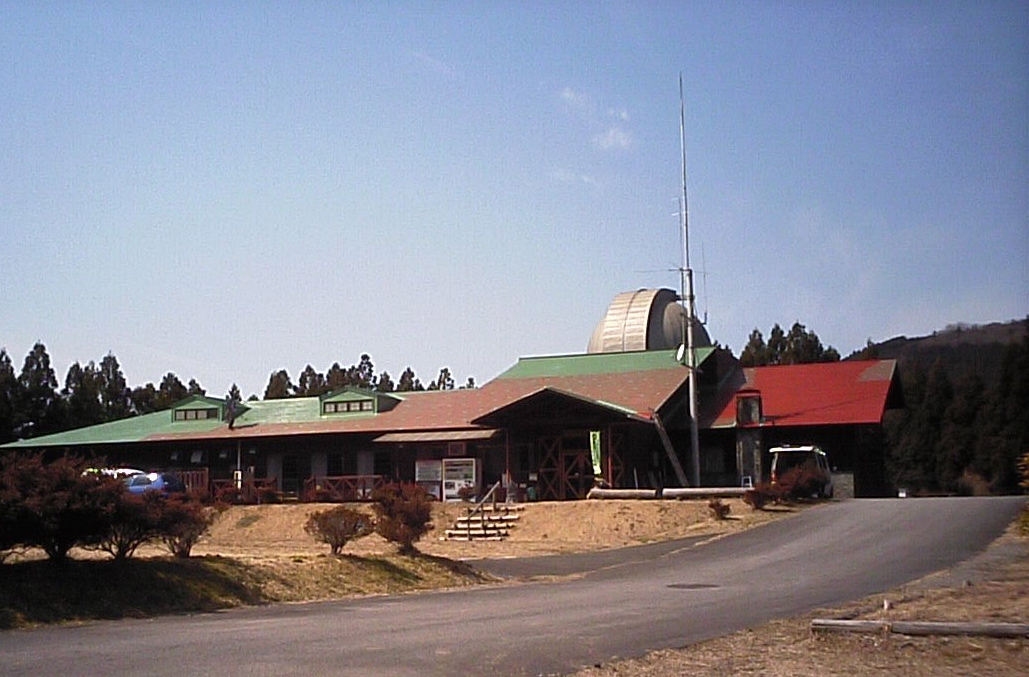
スターフォーレスト御園

### 名所・旧跡
主な城郭・館
- 設楽城 - 建久元年（1190年）設楽資時が設楽八名の領主となり、正和元年（1312年）に設楽重清が岩瀬郷へ配置換えとなるまで約120年間を設楽氏が治めた。
- 亀ヶ城 - 別名：奈根城
- 別所城 - 別名：宮平城
- 下田館

主な寺院
- 龍洞院
- 長泉寺
- 慶泉寺
- 歓喜寺
- 善光寺
- 清平寺
- 長養院
- 長泉院

主な神社
- 槻神社
- 熊野神社
- 八坂神社
- 諏訪神社 - 御園諏訪神社
- 諏訪南宮神社
- 八幡神社
- 八柱神社
- 長峯神社
- 南宮神社
- 須佐之男神社
- 琴瀬山神社 - 熱田神宮末社

街道
- 別所街道

主な史跡
- 大森古墳

### 観光スポット
景勝地

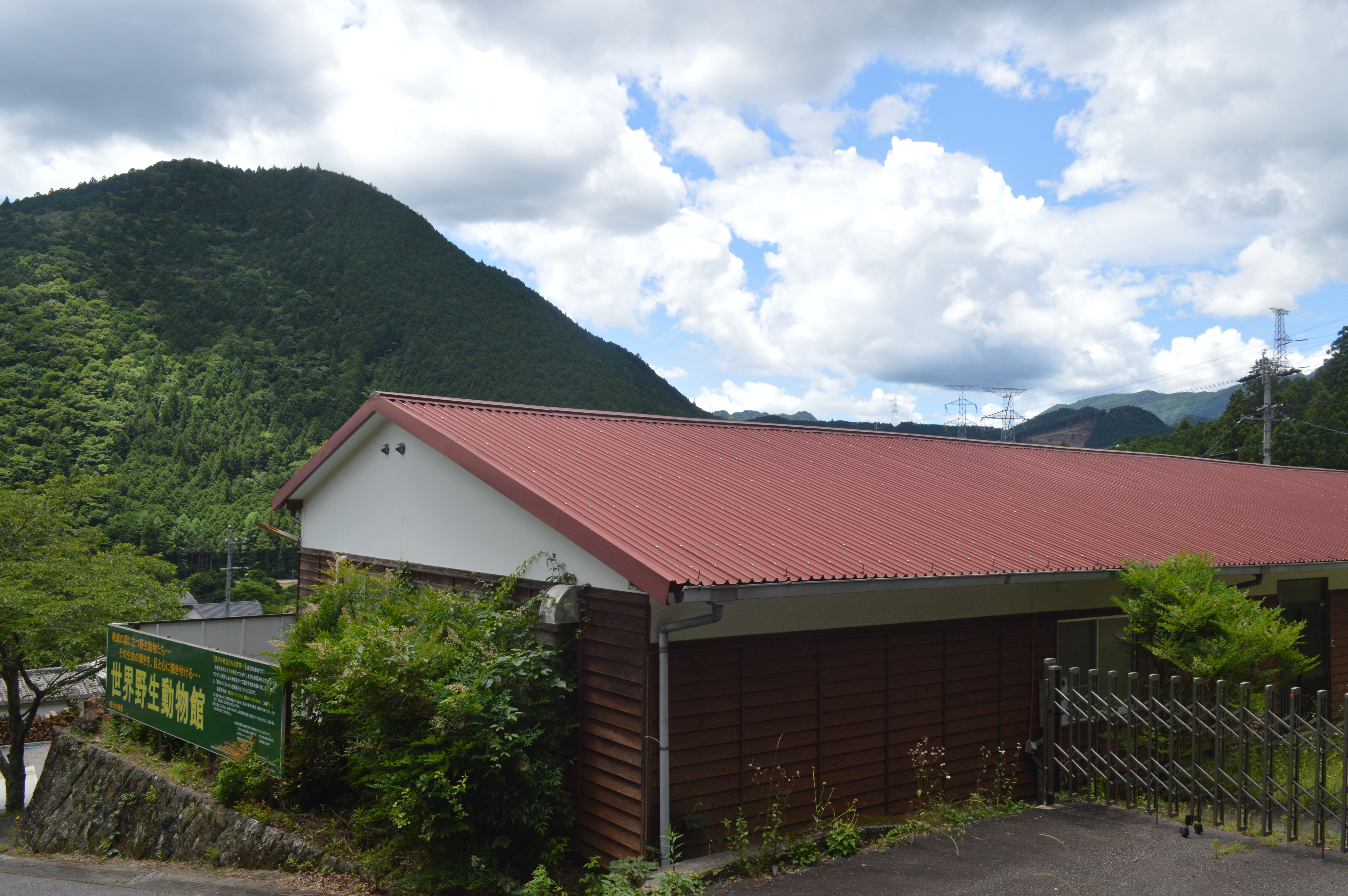
東栄町世界野生動物館

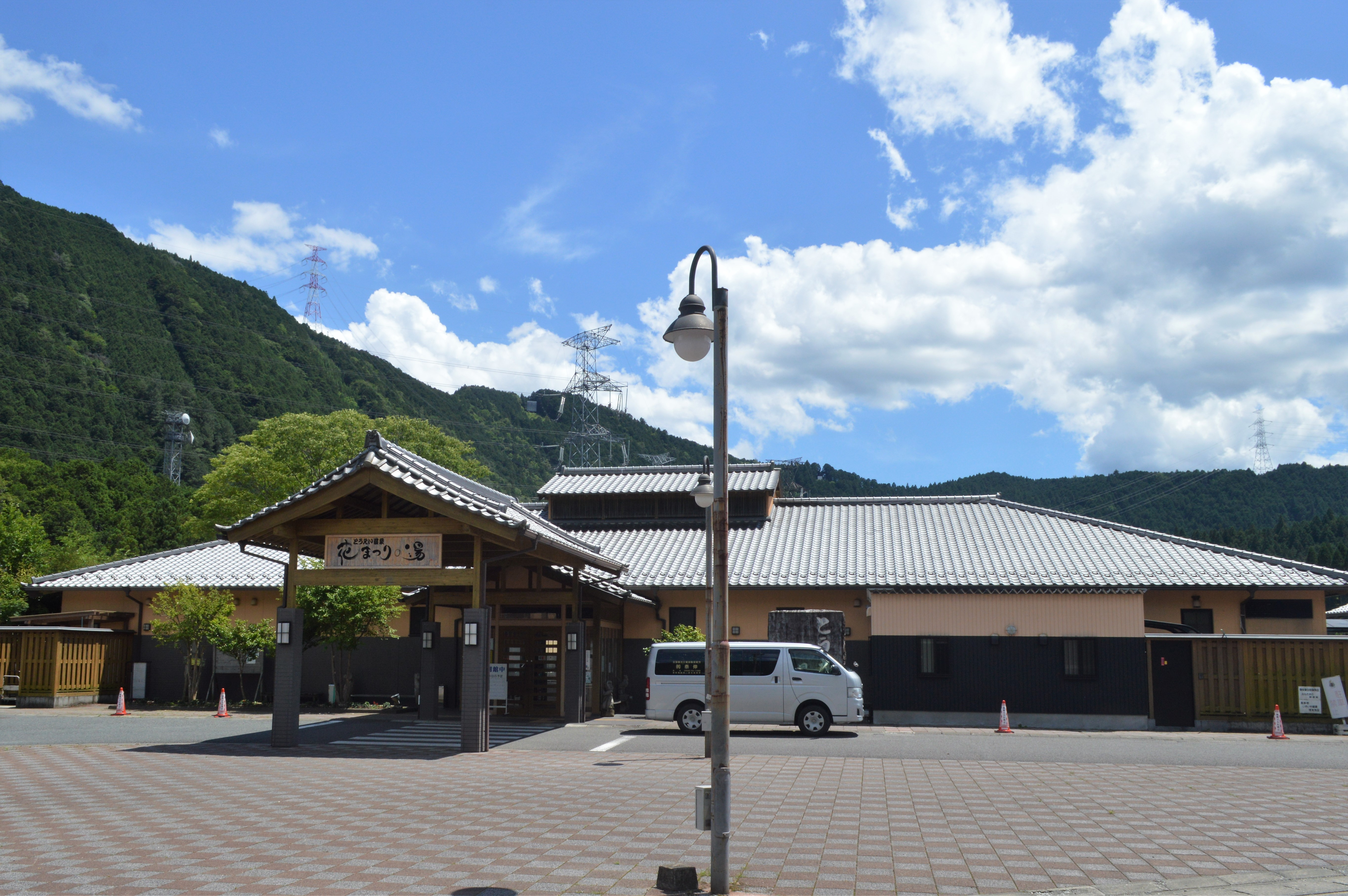
とうえい温泉

- 煮え渕ポットホール - 大千瀬川上流にある甌穴で、愛知県の天然記念物に指定されている。
- 蔦の渕 - 「奥三河のナイアガラ」の異名を持つ滝である[2]。幅約70メートル、落差約10メートル。

温泉
- とうえい温泉はなまつりの湯
- かつては三輪村海老嶋の地獄沢にも奈根温泉なる硫黄泉があったが、1945年（昭和20年）に枯渇した。

文化施設
- スターフォーレスト御園 - 天文台と宿泊施設を兼ねた施設。直径60センチメートルの反射望遠鏡とプラネタリウムがある。
- 花まつりの館 - 旧東栄町立御園小学校改装し開設された花祭りを保存伝承する展示施設。花祭りに使用される衣装や道具の他、竹内敏信が撮影した花祭りの写真を展示している。
- 東栄町世界野生動物館

公園
- 振草渓谷県立自然公園

その他
- 粟代鉱山 - 化粧品などに用いる絹雲母を産出する[7]。
- 赤子岩

## 文化・名物

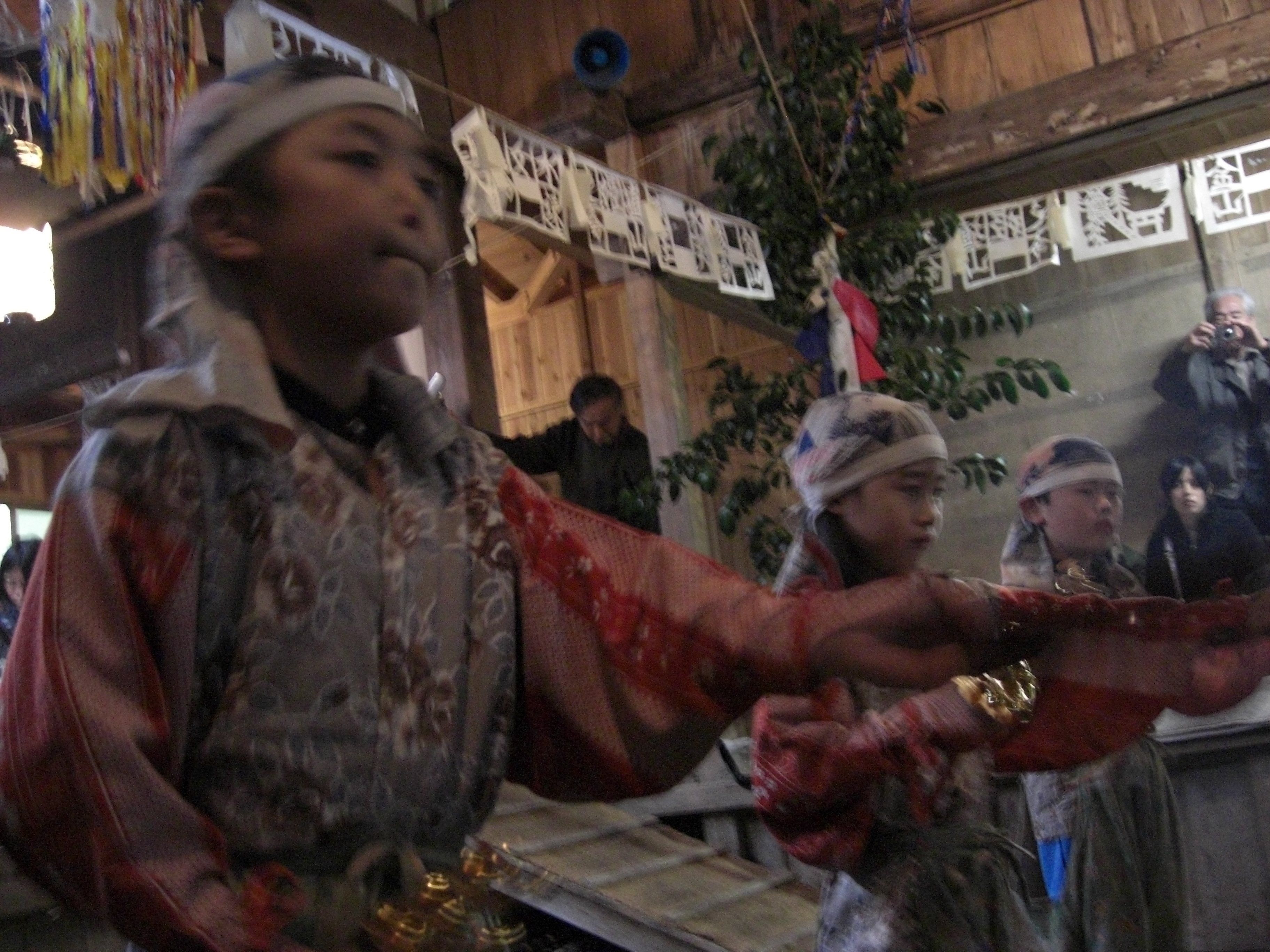
小林地区の花祭

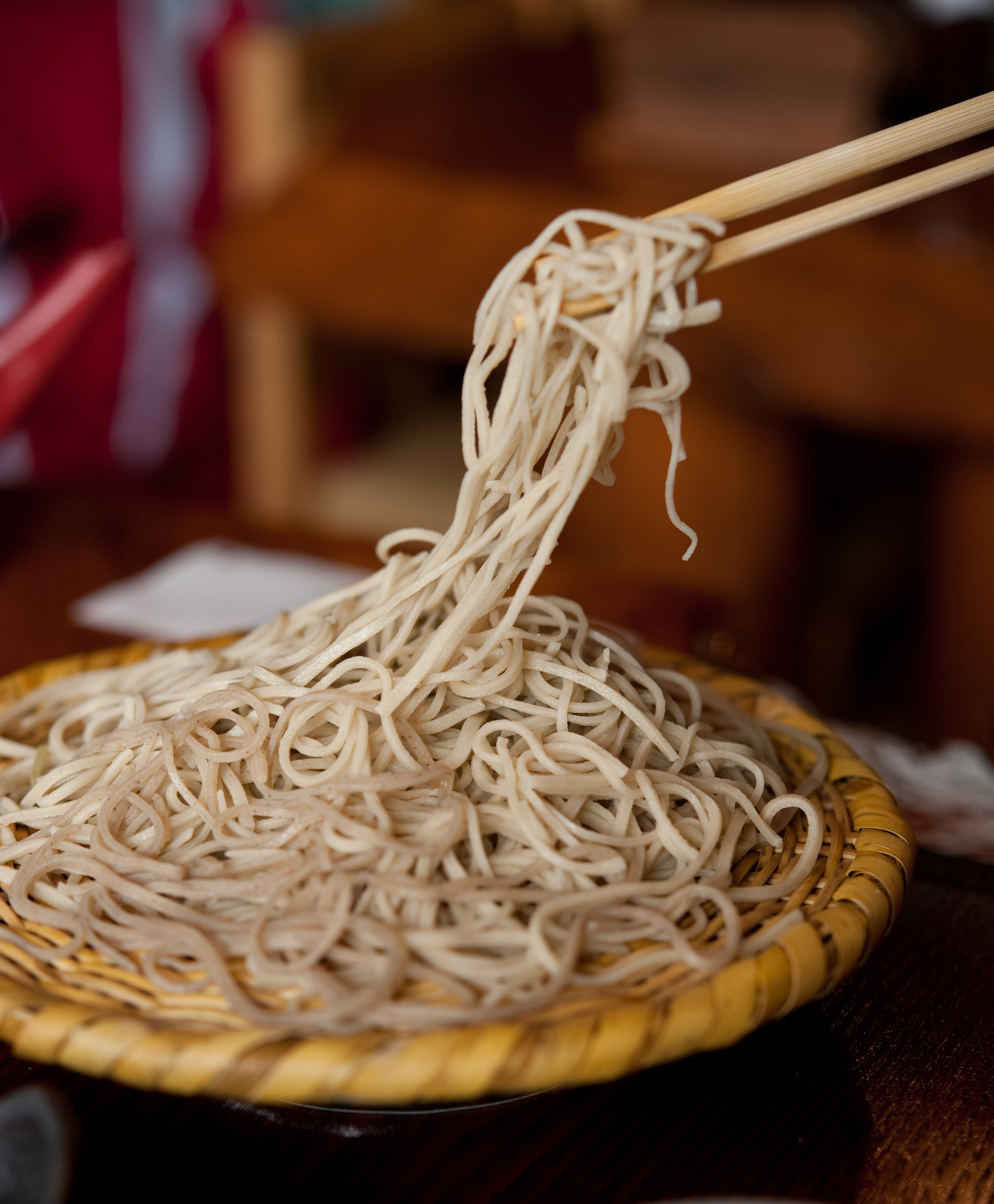
茶禅一のもりそば

東栄町には創作和太鼓集団の志多らが拠点を置いている。

### 祭事・催事
- 花祭（国の重要無形民俗文化財） - 毎年11月から3月にかけて催される。神人和合、五穀豊穣、無病息災を祈る目的で鎌倉時代から伝わる神事である。東栄町の他に、設楽町津具地区と豊根村でも行われる。約40種類の舞が夜を徹して行われる。中心部に花祭会館がある。
- チェンソーアート - 東栄町は日本のチェンソーアート発祥の地と呼ばれ、毎年5月最後の土日に東栄ドームにて世界大会が開かれる[14]。

### 団体
- 志多ら - 創作和太鼓集団
- ほの国東三河ロケ応援団

### 名産・特産
- もりそば

## 出身関連著名人
- 伊藤隆偉 - プロ野球選手。
- 山本由紀 - 空手家。極真空手道連盟極真館全日本女子4連覇。世界大会日本代表。全アジア大会軽量級優勝。
- 尾林結花 - アイドル。虹のコンキスタドール[15]。
- 佐々木睦朗−建築家